# 臺北市
25°04′N 121°31′E / 25.067°N 121.517°E
臺北市，通稱臺北，是中華民國的直轄市及首都，位於臺灣北部，地處臺北盆地東北半部，為臺北都會區及北臺灣的中心城市，外圍由新北市環繞:1。全市轄有12區，其中市府所在地為信義區。全境設籍人口約249萬人，人口密度每平方公里約有9,100多人，是中華民國人口第四多、人口密度最高的縣市級行政區。
臺北城市建立的歷史，最早可追溯自清代後期1876年成立的臺北府與1884年建立的臺北城。日治時代中期1920年成立的臺北州轄市，乃臺北正式建市之始。1945年進入中華民國時代初為臺灣省省轄市及省會（後者至1956年省府南遷中興新村為止），1949年隨著政府遷臺成為首都，1967年升格為直轄市:17，發展至今已成為臺灣金融、經濟、政治、科技、教育、文化等領域的發展中心，並與周邊縣市形成大型都會區。臺北在2020年被全球化及世界城市研究網絡（GaWC）評為「Alpha−」級城市。

## 歷史

### 17世紀初—1684年
根據荷蘭人1654年繪製的《大臺北古地圖》記載，臺北最早為平埔族原住民凱達格蘭人生活之地，部分平埔族有初步的開墾和灌溉，其番社址位置與後世並無太多變動。艋舺（今萬華）為凱達格蘭語獨木舟的音譯，因其西側為新店溪的港口，先民開發時有很多獨木舟停靠:102；當時地圖是以荷蘭文「Handelsplaasts」標示，即交易場所的意思，足見其商業傳統之古老；大龍峒（今大同區北部）被標為「Pourompon」聚落。早在漢人之前，荷蘭人就曾經在劍潭墾荒，松山地區於泉州人來之前，在明鄭前後就有福州人前來開墾。換言之，臺北從17世紀初開始，就已因西班牙、荷蘭、漢人的多元統治，而具有都市的粗胚樣貌。

### 1684年—1895年
臺北在1684年（清康熙23年）劃屬大清帝國臺灣府諸羅縣，首度納入滿人行政體系。1709年，泉州人陳天章、陳逢春、賴永和、陳憲伯、戴天樞合股立陳賴章墾號，向諸羅縣申請開墾大佳臘（之後多寫作「大加蚋堡」）地方。1723年，巡臺御史吳達禮報請朝廷增設淡水廳，並管轄大甲溪以北，但當時的臺灣仍以臺南作為政治、經濟中心。
19世紀中葉，淡水河流域的物產貿易（特別是茶葉）興起，艋舺及大稻埕（今大同區西南部）先後成爲重要貿易據點，臺灣經濟重心逐漸北移，清代官方決定在艋舺與大稻埕間的田野地，興建臺北城作為行政中心，城垣於1884年底正式落成。劉銘傳在西仔反戰役棄守基隆後，率千餘名士兵，攜大量財寶、糧秣欲離開臺北城，行經艋舺時，商民認為劉銘傳想落跑，遂將其監禁在艋舺龍山寺內，直至承諾會坐鎮臺北督戰後才獲釋放。:43-45,164-173,183。
1885年臺灣建省，劉銘傳擔任臺灣省首任巡撫，開始建設大稻埕至基隆與新竹的鐵路，加強郵電、道路等基礎建設，並將臺灣巡撫衙門及布政使司衙門設置於城內（現址為中山堂），臺北的都市雛形至此已初步建立。1894年，繼任巡撫邵友濂正式將省會由橋孜圖（今臺中市南區）移至臺北，奠定臺北至今為臺灣政治和經濟中心的地位。

### 1895年—1945年
1895年，大清帝國於甲午戰爭戰敗，將臺灣割讓給日本，臺北仍作為日本統理臺灣的政治中心；並立縣廳制設臺北縣。日治初期以原有的兩座衙門作爲臺灣總督府，直到1919年總督府新廳舍（今總統府）落成爲止。1900年起，日本政府拆除臺北城牆及西門，在原址闢築四條三線道路，興建自來水及下水道系統，以原臺北城內的區域（日人稱爲「城內」）作為中樞政府廳舍集中地，以及在臺日本人的商業地帶，並分階段進行市街改正計劃，街道和建築風貌略爲西化，另外也興建公園及其它公共建築，臺北逐漸具有現代都市的型態。自此，臺北城慢慢由中國傳統模式，變成中西混合的現代化城市佈局與運作模式，尤其日治中央政府所在的官廳集中區之現代化建設，對今日臺北城面貌影響最深。1897年日本政府為在臺北城進行地下水道修建工程，利用現代測量儀器繪製《臺北及大稻埕、艋舺略圖》，精準紀錄臺北城廓與街道樣貌，相較於之前不精確的中式地圖，更能滿足殖民政府軍事、政治管理與經營上的需求。1897同年開始到1901年，日本政府拆除部分城垣，以利於鐵路交通建設，可說是臺北城現代化的開端，臺北城也從防禦城變成開放城市。
1920年10月1日市制實施，成為臺北州轄臺北市，與同時成立的臺南及臺中為臺灣最早的三個市。二戰期間，美軍空襲臺北，造成破壞及市民傷亡，日本戰敗後，中華民國國民政府代表同盟國在臺北公會堂（今中山堂）舉行受降儀式，日治時期劃下句點。

### 1945年至今

#### 省轄市
1945年10月，臺灣進入戰後時期，臺北市在該年11月1日設為省轄市。1946年3月，臺北市劃分為延平、古亭、大同、大安、雙園、城中、龍山、松山、中山、建成10區:35。至1949年12月中華民國政府因第二次國共內戰失利退守臺灣之後，於10月起將中央政府所在地設立於臺北市。隨著中華民國政府來臺的200萬中華民國國軍官兵與中國大陸各省平民、以及1960年代眾多中南部民眾北上求學、工作的風潮，使臺北市的人口快速增加、市民結構趨向多元化。過去在美援的挹注下，逐步進行道路、住宅社區、學校等公共設施的新建工程，城市開發原以三市街爲中心，集中在建國南北路以西的舊市區，自1960年代末期，開始向東邊的大片田野地拓展，逐漸發展成東區商圈。

#### 直轄市
1967年7月1日，臺北市改制為直轄市:63。1968年7月1日，將原屬臺北縣的景美、木柵、南港、內湖4鄉鎮與隸屬陽明山管理局的北投、士林2鎮總計6個鄉鎮，納入臺北市市域:65:17。1974年1月，裁撤陽明山管理局:78。
1970年代至1980年代以後，臺灣經濟快速成長，臺北市邁入都市開發的高度發展期。在高度發展之下，嚴重的交通問題亦隨之而來，直至1990年代，臺北市區鐵路地下化、臺北捷運、快速道路、公車專用道等交通建設陸續完成之後，才紓解交通上的壓力。
1990年3月12日，臺北市調整行政區域，由16區調整為松山、信義、大安、中山、萬華、文山、士林、北投、中正、內湖、南港、大同12區:162－163。隨著臺北市政府與臺北市議會的搬遷與進駐，屬於東區的信義計畫區快速發展為臺北首要的中心商業區，原本臺北城內的金融樞紐地位遭到取代；此外，西區的西門町、大稻埕、臺北車站周邊等市街區也開始進行都市再造計畫。21世紀後，由於臺北西區強勢崛起，人潮和商機已經逐漸轉移到西門町、台北站前商圈、南西商圈。臺北市陸續主辦第21屆夏季聽障奧運、2010年國際花卉博覽會、2011年世界設計大會、2017年夏季世界大學運動會等大型國際活動，加上時為世界第一高樓的台北101落成，增加臺北市的國際能見度。柯文哲市府上任後，再推行東區門戶、西區門戶等兩大開發計畫，使得臺北市進入新的都市發展期。

## 地理

### 概況
今日的臺北市包含12個區，面積為271.7997平方公里。而臺北都會區面積為2,457.1253平方公里，人口約704萬，包括臺北市外圍的基隆市、新北市的蘆洲、三重、新莊、板橋、中和、永和、新店、汐止、樹林、土城、五股、泰山、淡水，由上述2個城市都區與臺北市共同組成的大型都會區，這片區域又泛稱大臺北地區或雙北市。

### 地形
臺北市中心區域位於臺北盆地腹地中央，大屯火山群（活火山）位於市區北邊與新北市接壤處，整個山系於市區內大致向南延伸並趨緩，直抵圓山、大直與內湖等地，是臺北市境內最大的山系；最高的七星山為1,120公尺，第三高的大屯山為1,092公尺，山系中心地帶與北投側的外緣地帶有不少火山地形。市區東邊的內湖、南港與南邊的木柵多為丘陵地形；標高約300多公尺的南港山系（拇指山系）則橫亙於信義、南港兩區之間。

### 水文
臺北市境內的河流大部分屬於淡水河流域。淡水河的支流新店溪從臺北盆地的南邊流入，與其支流景美溪合流後，形成臺北市西南方與新北市的自然邊界。河道向西北蜿蜒流經景美、公館、古亭等地，至萬華附近與大漢溪合流後，始稱為淡水河。此後向北流經大稻埕、社子，至關渡附近與支流基隆河會合前，亦形成臺北市西方與新北市的自然邊界。基隆河自盆地東北邊流入，經南港、松山、內湖、士林、北投等地，橫貫臺北盆地的北半部。過去因河道極為彎曲，每遇大雨常有水患，因此在南港至士林間的部分河道實施過截彎取直工程。景美溪係由盆地東南邊流入，橫貫文山區後於景美注入新店溪。另有發源於盆地北側山區的磺溪、外雙溪等河流，匯集後注入基隆河。

### 氣候
臺北市位於北緯25度線附近的海島上，地處東亞大陸與太平洋之間，深受乾冷的蒙古高氣壓與暖濕的太平洋高氣壓交互影響，形成了副熱帶季風氣候。日照時數和地球多數地方相較之下較少，除了7月至9月晴天較多之外，其他季節大多是陰雨綿綿的天氣，冬半年平均日照時數甚至低到每個月僅有70~100小時。
3月至4月為春季、5月至9月為夏季、10月至11月為秋季、12月至次年2月為冬季，但相對溫帶較為溫暖。有時受到全球暖化或特殊的氣候變化影響，也會出現較暖的冬天，或是較冷的春天（如2005年2月至3月蒙古冷高壓帶來的強烈冷空氣，使得臺北的溫度在當年3月6日少見地降至攝氏5.6度，同日鄰近臺北的淡水更出現攝氏3.9度的低溫）。由於位在東亞季風帶內，因此氣候也受東北季風（冬季由東北方吹來含有許多水氣的季風，此風也是在冬季帶給臺灣北部降水的主要來源）影響。也因為有東北季風的影響，才不致使淡水河有因水量不足而斷流的問題。
同時臺北市地處海島，使臺北市縱然地處北回歸線以北，冬季氣溫仍比地處北回歸線以南的華南沿岸城市為高2至3度（如廣東沿海等縣市），因此可達16度左右。因為一般大陸性的強冷空氣過海後會變得溫和且水份增多，所以臺北能下雪的機會，也比香港、澳門等歐亞大陸沿岸城市為低。不過，在2016年1月24日北半球超級寒潮侵襲時段，臺北市出現雨夾雪，當日最低氣溫為4度，為氣象站首次觀測到固態降水。因此台北地區周圍，仍有出現冰雪天氣的可能性。
另一個特殊的氣候特徵：因為臺北市區主要位於臺北盆地中，氣候深受盆地地形影響，夏季因盆地周圍的高山阻擋，不易使熱氣排出，市內的氣溫通常較周圍地區高出攝氏1度至2度。進入冬季後，市區周圍的山地與丘陵容易形成地形雨，溼冷天氣居多，儘管溫度比台灣中南部平原地帶或相近緯度的東亞沿海城市高，體感溫度卻比實際溫度還要更冷，台北仍較會感受到陣陣涼意。每年5月前後，由於蒙古高氣壓與太平洋高氣壓交會形成鋒面，使得臺灣進入梅雨季節，此時臺北的降雨天數也會增加，夏季也經常會因為上升氣流旺盛，形成午後雷陣雨。
隨著全球暖化導致極端天氣不斷增加，加上熱島效應，臺北市氣溫近年不斷創新高（如2020年7月24日測得39.7℃，創下臺北氣象站自1896年設站以來的最高溫紀錄，且歷史前五名高溫有四次出現於2020年），夏天出現38度或以上的高溫日子會顯著增加，而冬天出現10度或以下的寒流會減少，2019年臺北市更沒有出現攝氏10度或以下低溫，創1951年有紀錄以來整年都沒有寒流報到的紀錄。整體而言，臺北市最冷月（1月）平均气温為16.6°C，极端最低气温為-0.2°C（1901年2月13日）；最热月（7月）平均气温為30.1°C，极端最高气温為39.7°C（2020年7月24日）；年平均气温為23.5°C。
| 臺北市（平均數據1991-2020年，極端數據1897年迄今） | 臺北市（平均數據1991-2020年，極端數據1897年迄今） | 臺北市（平均數據1991-2020年，極端數據1897年迄今） | 臺北市（平均數據1991-2020年，極端數據1897年迄今） | 臺北市（平均數據1991-2020年，極端數據1897年迄今） | 臺北市（平均數據1991-2020年，極端數據1897年迄今） | 臺北市（平均數據1991-2020年，極端數據1897年迄今） | 臺北市（平均數據1991-2020年，極端數據1897年迄今） | 臺北市（平均數據1991-2020年，極端數據1897年迄今） | 臺北市（平均數據1991-2020年，極端數據1897年迄今） | 臺北市（平均數據1991-2020年，極端數據1897年迄今） | 臺北市（平均數據1991-2020年，極端數據1897年迄今） | 臺北市（平均數據1991-2020年，極端數據1897年迄今） | 臺北市（平均數據1991-2020年，極端數據1897年迄今） |
| 月份                                              | 1月                                               | 2月                                               | 3月                                               | 4月                                               | 5月                                               | 6月                                               | 7月                                               | 8月                                               | 9月                                               | 10月                                              | 11月                                              | 12月                                              | 全年                                              |
| ------------------------------------------------- | ------------------------------------------------- | ------------------------------------------------- | ------------------------------------------------- | ------------------------------------------------- | ------------------------------------------------- | ------------------------------------------------- | ------------------------------------------------- | ------------------------------------------------- | ------------------------------------------------- | ------------------------------------------------- | ------------------------------------------------- | ------------------------------------------------- | ------------------------------------------------- |
| 历史最高温 °C（°F）                               | 33.8 (92.8)                                       | 31.8 (89.2)                                       | 35.0 (95.0)                                       | 36.2 (97.2)                                       | 38.2 (100.8)                                      | 38.9 (102.0)                                      | 39.7 (103.5)                                      | 39.3 (102.7)                                      | 38.6 (101.5)                                      | 36.8 (98.2)                                       | 34.3 (93.7)                                       | 31.5 (88.7)                                       | 39.7 (103.5)                                      |
| 平均高温 °C（°F）                                 | 19.6 (67.3)                                       | 20.7 (69.3)                                       | 22.9 (73.2)                                       | 26.7 (80.1)                                       | 30.1 (86.2)                                       | 32.9 (91.2)                                       | 35.0 (95.0)                                       | 34.4 (93.9)                                       | 31.6 (88.9)                                       | 27.8 (82.0)                                       | 24.9 (76.8)                                       | 21.1 (70.0)                                       | 27.3 (81.1)                                       |
| 日均气温 °C（°F）                                 | 16.6 (61.9)                                       | 17.2 (63.0)                                       | 19.0 (66.2)                                       | 22.5 (72.5)                                       | 25.8 (78.4)                                       | 28.3 (82.9)                                       | 30.1 (86.2)                                       | 29.7 (85.5)                                       | 27.8 (82.0)                                       | 24.7 (76.5)                                       | 22.0 (71.6)                                       | 18.2 (64.8)                                       | 23.5 (74.3)                                       |
| 平均低温 °C（°F）                                 | 14.4 (57.9)                                       | 14.7 (58.5)                                       | 16.2 (61.2)                                       | 19.4 (66.9)                                       | 22.8 (73.0)                                       | 25.3 (77.5)                                       | 26.8 (80.2)                                       | 26.6 (79.9)                                       | 25.2 (77.4)                                       | 22.6 (72.7)                                       | 19.8 (67.6)                                       | 16.1 (61.0)                                       | 20.8 (69.4)                                       |
| 历史最低温 °C（°F）                               | −0.1 (31.8)                                       | −0.2 (31.6)                                       | 1.4 (34.5)                                        | 4.7 (40.5)                                        | 10.0 (50.0)                                       | 15.6 (60.1)                                       | 19.5 (67.1)                                       | 18.9 (66.0)                                       | 13.5 (56.3)                                       | 10.2 (50.4)                                       | 1.1 (34.0)                                        | 1.8 (35.2)                                        | −0.2 (31.6)                                       |
| 平均降雨量 mm（）                                 | 93.8 (3.69)                                       | 129.4 (5.09)                                      | 157.8 (6.21)                                      | 151.4 (5.96)                                      | 245.2 (9.65)                                      | 354.6 (13.96)                                     | 214.2 (8.43)                                      | 336.5 (13.25)                                     | 336.8 (13.26)                                     | 162.6 (6.40)                                      | 89.3 (3.52)                                       | 96.9 (3.81)                                       | 2,368.5 (93.23)                                   |
| 平均降雨天数                                      | 13.6                                              | 12                                                | 14.1                                              | 14.5                                              | 14.5                                              | 15.7                                              | 11.8                                              | 14.6                                              | 13.8                                              | 12.8                                              | 12.5                                              | 13.1                                              | 163                                               |
| 平均相對濕度（％）                                | 77.2                                              | 77.8                                              | 76.1                                              | 74.9                                              | 74.7                                              | 75.3                                              | 70.2                                              | 72.1                                              | 73.9                                              | 74.4                                              | 75                                                | 75.9                                              | 74.8                                              |
| 月均日照時數                                      | 76.1                                              | 79.3                                              | 95.1                                              | 96.9                                              | 113.6                                             | 114.8                                             | 176.9                                             | 182.8                                             | 151.7                                             | 114.7                                             | 93.3                                              | 78.6                                              | 1,373.8                                           |
| 来源：中央氣象局                                  |                                                   |                                                   |                                                   |                                                   |                                                   |                                                   |                                                   |                                                   |                                                   |                                                   |                                                   |                                                   |                                                   |

## 行政區劃
臺北設有自主的政府機構，乃起始於1875年，當時臺北盆地一帶屬於臺北府及其轄下的淡水縣。進入日治時期後，臺灣總督府在1920年進行行政區劃改革，以艋舺、大稻埕、城內三個市街為基礎，設立臺北市，隸屬於臺北州；1938年進一步將松山併入臺北市。
1945年，臺灣由中華民國接管後，臺北市成為臺灣省的省轄市，並在1956年以前為臺灣省省會（後遷至南投縣中興新村），當時設有城中、延平、建成、大同、中山、松山、大安、古亭、龍山、雙園等10區。1967年7月1日，臺北市升格為院轄市，成為中華民國政府遷臺第一個直轄市。1968年7月1日，原隸屬臺北縣的景美鎮、南港鎮、木柵鄉、內湖鄉，以及陽明山管理局所屬之士林鎮、北投鎮等6鄉鎮劃歸臺北市管轄。
1990年，臺北市重劃行政區，將原來16區調整為今日的中正區、萬華區、大同區、中山區、松山區、大安區、信義區、內湖區、南港區、士林區、北投區和文山區等12區。重劃情形大致為：龍山區、雙園區及古亭區西側合併為萬華區；城中區、古亭區中部合併為中正區；古亭區東側與松山區中西部併入大安區；大安區東側與松山區南半部劃出，新設信義區；景美區、木柵區合併為文山區；建成區、延平區併入大同區。
自2000年起，在各區之下增設次分區，作為輔助的行政區域。各區依據實際發展情形，配合各里特色，劃定4至7個次分區，將具有鄰近特性，文化、歷史特質類似的數個里集結起來，以求有效利用鄰里資源，並凝聚居民向心力，相互合作以共同推展市政建設。至2010年11月止，臺北市共有68個次分區。

## 城市規劃

### 臺北城
臺北的發展，从淡水河东岸艋舺小集市形成聚落起，至今已有300多年的历史。清朝政府1875年在臺北设府治，1885年，把臺湾划为一个行省，臺北为省会。1879年修筑了臺北城，格局近方形，城内采用东西与南北正交的棋盘式道路系统，但城墙线与道路不正交。城设五门，其中仅丽正门（南门）对准正南，全城背靠大屯山，面向新店溪。城的主轴北起天后宫（今國立臺灣博物館），南至丽正门，东西城墙则交会于大屯山主峰七星山。

### 日治時期
日本殖民時期的臺北城市規劃，相當程度上是參考歐洲大城市的經驗，特別是拆除舊有城牆，擴大城市發展區域的概念。自17世紀以來，像是倫敦、巴黎、維也納、柏林與阿姆斯特丹等城市，先後拆除城牆，進而重新整頓城市。臺北在拆除舊城牆後，決定鋪設四通八達的街道。日治總督府民政局臨時土木局主要仍依循舊規，依照城內傳統布局規畫新道路，例如延長北門街（今衡陽路），特別是向南擴建，成為貫穿南北城區的道路，南段部份則為文武街。至於作為城市中軸線的府前街（今重慶南路一段），如今貫穿整座城市。此外，也鋪設許多東西向道路。使傳統上以軍事防守為出發點的城市，轉變為注重交通需求的現代化城市。至於城內街區，當時的規劃邏輯，是將整個城市劃分為52個街廓（Block）。受限於舊有街道、建築並不成正角對稱，新街廓的外型往往也呈現各種不對稱矩形、不對稱多邊形。以街廓為單位，新城市也發展出與清代沿著街路兩側發展的線性模式截然不同的樣貌。此外，在建築材料上，臺北官廳集中區也有其獨特之處：許多建築大量運用紅磚。由松崎萬長與渡邊萬壽設計，在1908年完成的臺灣鐵道飯店，是當時最有代表性的案例之一。
歐洲自19世紀以來的都市規劃，強調視覺美感與功能並重，以幾何型態和對稱空間結構為基礎，放入機能性建設，其中包括道路、水道、衛生設備，以及各類型官廳行政機構。對於日本而言，西方的這套都市規劃相當值得學習，歐化之後，更繼續以臺灣各城市，尤其是臺北城，實驗現代化城市建設。就此角度而言，臺北也可說是當時全日本最為先進的城市之一。後藤新平以後成為東京市市長，可說明這種歷史趨勢。後藤新平於1890年前往德國留學兩年，並且極為讚賞俾斯麥的治國政策。後藤新平1889年便主張將國家視為有機體，將國家事務治理廣義定義為衛生治療，衛生問題解決後，國家機能才能運作，也才能健全國體；主政者是醫生，政府官員應以客觀科學、生物學、醫學的方式認識國家病源與問題，用客觀、理性、現代科學的方式治理國家，所以衛生制度與衛生機關的建立和保健制度的確立是健全帝國的必備條件。19世紀下半葉歐洲新興的強國，正像一個生命力旺盛的有機體，試圖使用各類現代化、科學化的方式治理，而強國的城市，例如德國柏林，正快速擴張與科學理性規劃，漸漸由地方城鎮轉變成現代國際性首都。規劃柏林都市發展的專家詹姆斯·霍布雷希特曾在1887年受邀至東京考察，當時陪同調查的後藤新平深受影響。日後任職衛生局的後藤新平特別重視各類衛生調查工作，到臺灣的第一項工作，也是先做科學式的調查。後藤新平隨著1896年考察團來臺，馬上開始調查臺灣全島衛生設施、上下水道設計。隔年調查成員便向總督提議，將臺北市街下水道設計與道路擴建工作合併共同規劃。另外，臺北城的發展也受限於城內街道佈局與城廓上的不協調。在考察團來臺的同一年，臺灣總督府設置民政局臨時土木局（民政部土木局的前身），當時聘用具有土木科專業背景的長尾半平與濱野彌四郎兩人，從1899年起，接下來十年，共同推動臺北城區的現代化發展。
當臺北在進行大規模改造時，總督府民政長官後藤新平認為，建築即為「文裝的武備」，換言之，「把城市興建看成是一種軍事武備，是國家強盛的必要裝備，可防備抵抗運動」。後藤新平在德國留學期間，曾親眼看到柏林如何從地區性城市，變成全德國、全世界等級的國際大都市。因而來到臺灣後，也想要將同樣的規劃概念運用在臺北市，使這座城市擁有相當完善、便利的現代化機能，具有抵抗各種挑戰的抗體。事實上，後藤新平之後在1920年至1923年擔任東京市長期間，也提出大規模的都市改建，很多項目都和當年的臺北城市改造一樣，包括完善的水道系統、充足的公共設施、開闊便捷的街道、將城市傳統融合現代需求等。雖然東京的改造因為政黨競爭、缺乏中央政府支持等因素而難以順利執行，依然可以看出，他的臺灣經驗反而回過頭來影響東京城市的發展。
雖然規模不比歐洲現代化城市，但在日本人接收臺北時，該城已經是個頗具現代化的城市，而且擁有相當明確的官廳集中區，內含財政、經濟、軍事、商務、郵政、電信、電報等重要功能。從臺灣歷史來看，臺北可說是近現代化過程中的一個新嘗試。當時許多日本人也相當想要實驗現代化的官廳集中區，在臺北這塊殖民地上，較為年輕的建築師或官員，可以更不受傳統阻礙，在既有基礎上，更進一步施行現代化。從1900年公布的《臺北城內市區計畫》可知，初期計畫僅限於城內地區，明顯是想利用清代的「官署集中區」，大肆開發遺留房舍或空地，作為未來新政治核心區域。在不久後，繼續發展成更完整的「臺北城官廳集中區」。
1905年時，日本總督府公佈第三個版本的臺北市現代化計畫。比起先前版本，新版本的範圍不侷限在臺北城中心，而是擴及到其周圍的艋舺、大稻埕，以及東門、南門及三板橋（南門以南及南門東南地區）一帶，規模顯然大上許多。主要負責人依舊是後藤新平的愛將長尾半平。根據當年的《臺北區改正圖》可知，新計畫在傳統的棋盤式方格佈局上，增加許多歐洲自巴洛克時期、啟蒙運動以來的幾何造型與空間概念。例如城牆拆除後的空間，原先討論規畫成公園廣場，最後還是決定規劃三線道的林蔭大道，成為日後大臺北市的重要交通幹道。當時公佈的計畫中，已經可以看出臺北新公園（今228和平紀念公園）的規劃，它與官廳集中區的關係密切，被納入整體計畫，成為重要都市新景觀的一部分。
臺北城牆拆除時，位於轉角處的角樓地方，放置放射狀圓環，主要幹道由此向外延伸，成為各區塊的重要連結點。除了交通功能，也刻意利用這些圓形交叉點，塑造特殊城市景觀，配合林蔭大道，使之成為城內新地標。東北邊的圓環成為今日忠孝東路與中山南、北路的交叉點；東南角圓環處則配合三角形岔路往東南方，也就是今日愛國東路與羅斯福路一段兩馬路所形成的交會點。在更往外的地方，運用更多三角形道路、不等邊四邊形、錐狀道路系統，連接臺北城與城外東南地帶、新店溪旁的區域，規劃上相當靈活多元。至於今日的羅斯福路、南海路、金華街、林森南路等，也是當年為了強化交通的五線道路。北門圓環是由五條放射狀道路圍繞，原本城牆所在區域變成今日忠孝西路與中華路一段，當年就是美麗的林蔭大道。西半部的規劃，同樣大量運用三角形、不等邊四邊形、斜向道路等手法，強化舊有的道路系統。此時的新道路之寬度共有兩項標標準，一為72.8公尺，另一為145.6公尺。
臺灣劍潭神社於1900年完工，臺灣總督府則是在1919年興建。在當時的規劃中，刻意規劃一條世界級規格、橫亙臺北城的南北向重要道路（今日中山北路）以連接兩處，其在1936年完工。當時採用「地帶超過收用法」處理兩旁景觀。該法意味著，「除了原有道路用地外，也徵收道路兩側連帶的區塊，如此一來，可同時將周邊不完整的土地同時納入城市規劃中，或者再規劃入公共建設預定地中作了規劃以後的區塊，以高價賣掉，收購者需依照規劃加蓋，因此，整塊區塊與建築都有統一整齊的面貌」。整體而言，新版本的城市規畫，其道路系統更注重往東西向延伸，南北巷道路為輔助。這種規畫概念其實也有生物學上的原理，考量到臺北城多吹東風，東西向道路可減少灰塵累積，也能有充足陽光，可說是相當符合日本政府提倡的衛生概念。改造臺北城市的過程中，不可否認的，日本殖民政府確實比較沒有善待城內古蹟。以東京為例，明治政府在首相伊藤博文的帶領下，與德國建築師恩德與伯克曼（Ende & Böckmann）合作主持「日比谷官廳集中計畫」。計畫中盡可能保留江戶城的原貌，特別是の字形向右渦旋旋轉組成的城廓，包括本丸、二丸、三丸、西丸和北丸，除了天災之外，必須加以完整保存，更不可拆建，妥善保存後成為今日「皇宮居留地」。不過在臺灣，不僅有強力公權力介入景觀重建，甚至利用1911年的風災後重建工程，大肆拆除清代建築與木造平房，實施「京町改築」都市計畫與公共衛生建設。大幅改造的結果，使臺北城與歷史、傳統有了相當大的脫離。日後日本施行的都市相關法規，依舊缺乏保護古蹟、歷史建築的思維。在此環境下保留的舊城門：東門（景福門）、大南門（麗正門）、小南門（重熙門），北門（承恩門），算是少數特別案例。以後藤新平為領導，以長尾半平為主管，以野村一郎為輔佐的年輕都市規劃群，將城門設計成圓環功能，並和巴洛克造型結合一起，使臺北城的樣貌加入現代性特質。

#### 臺灣總督府
臺灣總督府廳舍（今總統府）建於1912年至1919年，是日本殖民政府在臺北興建的官署建築。此建築為歐洲歷史主義（Historicism）下的新文藝復興風格，造型與結構強烈受到歐洲19世紀歷史主義風格與功能的影響。總督府廳舍位於臺北舊城內，座西向東，整座建築是由四條長形長翼圍繞，組成封閉式的矩形結構體，這組矩形建築整體，中央貫穿主軸中翼，將矩形建築圍成兩個中庭，建築物正面主樓中央，有一高達60公尺的樓塔，與當時當地其他建築比較，是最高與顯著的建築。臺灣總督府首要功能是行政機構，但同時也代表殖民統治者的執政權威，尤其建築師嘗試利用西式造型來表現建築物的現代化與高效率外，也同時借用東方建築空間佈置上的中軸理念來突顯執政者的權威形象。
臺灣總督府正面設計有西式建築市政廳的面貌與外表，是地方政府規格，但內部空間以中央縱軸線的組成，卻是帝國模式、全國中央級的規格。主要建築師為森山松之助與長野宇平治。森山松之助巧妙地把高塔與穹窿同時設計在一個建築體內，雖然高塔與穹窿、地方與中央是兩種相對立的造型與象徵，但總督府卻同時擁有高塔與穹窿，是地方，也是中央，更具皇族氣派。總督府中央縱軸線上的曲錐穹窿雖然不如其它歐洲穹窿高大，且隱藏在正面樓塔之後，從整棟建築外表看並不非常顯眼，但卻是放在整座建築的中心位置，穹窿下敞廳是整座建築最華麗氣派的部位，以中國建築中軸線分析，它正符合東方尊卑倫理觀念，越在中央越顯建築體地位尊貴，曲錐穹窿因在高塔與四翼之後，所以也有東方宮殿隱密、幽靜深遠與深不可測的肅穆。所以正面外表看是講究行政效率、辦公實用的市政廳官署建築，內在卻隱藏著具有帝國宮殿氣派中央級的穹頂。長野宇平治則開創倒「日」字形平面結構在亞洲的使用先例，1936年東京國會議事堂直接仿自臺灣總督府，也沿用了此倒「日」的平面設計，借助森山松之助的巧妙修正，使總督府同時具備地方政府與帝王宮殿的雙重性格與特徵。在兩位建築師的精心創作下，臺灣總督府成為當代稀少的建築融合體，它把當時藝術、文化、政治的衝突，恰當的化解開來，且把地方精神與中央精神融為一體，反應了整個臺日接觸的時代精神內涵。
臺灣總督府新廳舍位於臺北城的正中心點，符合東方建築中心軸線思想的理論，它與清末一樣，仍是政治權力的中心，但另一方面建築本身採東西橫軸向，破除了傳統坐南朝北的縱軸線佈局與風水觀，符合當時日治政府提倡向東，面向陽光，較明亮、採光佳，較現代衛生、空氣流通的原則。早在總督府廳舍設計競圖比賽公佈（1906年）之前，新廳舍敷地（預定地）的地點、位置、面積及方向都已確定，由1905的《台北市區改正計畫圖》中可看出未來總督府新廳舍正門朝東，位於原來清代的文武街上，正面大門面對東門街（今凱達格蘭大道），直通東城門，在此新的市區規劃中，東城門城牆已拆除，且利用圓環及五條放射星狀道路規劃，使東城門成為新的重要交通聯繫點，未來總督府便面向此交通要點；長野宇平治與森山松之助為臺灣總督府所設計的中軸線正好連接上東城門延伸出來的東西軸線，除了總督府建築本身外，中軸線正借東西軸道與東側新市區相連接，由1950年10月公告第一九九號公布《台北市區改正計畫》中，可預知城東側新市區東向幹道將成為市區街道之主軸，總督府中軸線正是這條新主軸幹道（今凱達格蘭大道與仁愛路）的起點。總督府的東西向中軸線與面朝東向的規劃，預告了未來臺北新城向東擴展的趨勢，由1932年《台北市區計畫街路及公園圖》中分析，總督府中軸線的東西走向，的確調和了清末以來單重南北縱向發展的缺失，使縱橫軸線交錯的棋盤道路網更為周全密集。不管舊城區或新市區的規劃，也因加入更多數學理性造型，如圓形、橢圓、半圓、錐形、三角形等西式造型，像圓環、放射星狀道路、廣場等建築元素，使方格佈局與幾何佈置結合，原本封閉的城市格局慢慢轉變為向四周開放的城市格局，以多元取代單一，臺北城市面貌因此更現代化、更進步。

### 戰後
戰後臺北市城市的發展歷程，與戰前日治時期都市計畫密切相關，1945年臺灣政權易手，導致既有都市計畫制度、人員與執行產生某些變革，但整體而言，臺北市既有都市計畫體系並未產生根本性改變。既有之道路規劃、大型都會公園開闢大致依照舊有計畫進行。
戰後，臺北被規劃經營為臺灣的政經中心而持續發展，由於上百萬軍民於1949年隨中華民國政府撤退至臺灣，加上1960年代中央政府大力推動「出口導向」的輕重工業政策，成立加工出口區、推行十大建設，此時青壯年大多前往臺北、高雄找工作。臺北市的人口快速增加，除此，道路、住宅社區、學校等公共設施的新建工程也開始逐步進行。
1960年代起，中央政府在臺北開展耗資上千億的臺北防洪計畫，是戰後臺北都市計畫體制更異的第一個關鍵期。臺北從1960年代初引入聯合國專家的指導、都市計畫體制本土化的試行到臺北市改制直轄市後的觀念與體制革新，為戰後都市計畫推行注入了新的活力，同時也接軌了高度經濟發展時期的1970年代與1980年代。此開發進程自1980年代起，東區正式形成副都心，信義計畫區亦陸續快速發展，而在這個時期中，南臺灣地區受到石油危機影響，石化及重工業開始沒落、加上中央政府的行政資源集中於北部（重北輕南），使得更多勞工往北臺灣遷徙。在這段期間，臺北城市的商業重心從這時候開始從擁擠的舊城區逐漸向東移，早期有南京東路、民生東路的金融商圈，後期以1980年代信義計畫區的開發最具指標意義；臺北市政府與臺北市議會分別於1994年與1990年搬遷至信義計畫區內，目前區內除了指標性的臺北世界貿易中心、臺北101之外，尚有臺北南山廣場、富邦信義總部、國泰置地廣場、遠雄金融中心等許多企業集團的辦公設施。1990年代起，臺北市政府為改善東、西發展不均的狀況，推出各種振興方案，期盼復興老舊城區、翻轉東西軸線。2023年底市內高度達120公尺及150公尺之摩天大樓，各有43座與16座，數量均為臺灣第3多。

## 人口
截至2025年7月底，臺北市的戶籍人口約有245萬人，人口密度每平方公里約有9,020人，在全國所有直轄市與縣市中，人口排行第四多，人口密度居冠。
台北市在1990年代人口達到頂峰約270萬多人並維持一段時間，2010年代年來由於市中心房價高昂、舊市區老舊初步下降，後期開始則因人口老化等問題接踵而至，造成人口呈現穩定的流失狀況，預計在2050年前後預測市民縮減至約200萬人以下，多數各地移民以居住臺北都會區衛星都市的新北市為主，是許多在臺北市工作的人口實際上的居住地區，因市區跟臺北市區僅淡水河之隔。另六都改制後臺北市遷往其他五都的現象更加顯著。

### 各行政區
| 行政區 | 人口（2024年7月） |
| ------ | ----------------- |
| 大安區 | 291,353           |
| 內湖區 | 275,498           |
| 士林區 | 265,812           |
| 文山區 | 259,735           |
| 北投區 | 241,784           |
| 中山區 | 215,971           |
| 信義區 | 206,014           |
| 松山區 | 193,316           |
| 萬華區 | 172,473           |
| 中正區 | 149,798           |
| 大同區 | 119,600           |
| 南港區 | 113,377           |

不過台北市的流動人口相對多，依據內政部發布的2020年11月底電信信令人口統計，臺北市的平日日間活動人口約為350.8萬人，夜間停留人口（常住人口）約為279萬人，其在平日時的日間活動人口較夜間停留人口多，且兩時段的人口皆與其當時的戶籍人口260.5萬人有明顯的差距:61，顯示有工作移民租住。其中屬於文教、商業、行政匯集區的中山區、中正區、大安區等三個行政區屬於日間流入人口較多的地區:64，大安區、中山區及內湖區亦為全國平日日間活動人口前十多的鄉鎮市區:62、64。反之，萬華區、文山區等相對偏重居住、生活功能的地區，平日的日間活動人口則較夜間停留人口少:65。

### 人口老化
臺北市和臺灣其他地區相同，面臨少子化和人口老化的問題。隨著二戰後嬰兒潮人口陸續成為65歲以上的老年人口，以及低生育率帶來少子化的現象，臺北市老年人口快速增加，也增加其人口老化的速度:61。臺北市老年人口比例逐年上升，於1992年達到7.25%而正式進入高齡化社會:58；2014年11月已佔全市總人口的14%，進入高齡社會，老化指數也在翌年（2015年）突破100，即老年人口數正式超越幼年人口數，其中2016年底老化指數為111.73，是臺灣六都人口老化情形最嚴重者:60。2022年1月，臺北市老年人口佔全市總人口的比率達到20.02%，成為臺灣第一個進入超高齡社會的直轄市，也是全臺灣老年人口比例僅次於嘉義縣排行第二高的縣市。

## 政治

### 市政組織
臺北市議會是臺北市地方自治事項的最高立法機關，議決臺北市法規案、預算案、市政府或市議員所提出的其他議案。臺北市議會議員，總計61席，由具有選舉權的臺北市市民選舉產生，議長、副議長則由臺北市議會議員以無記名投票選舉自臺北市議會議員中各選舉一人。臺北市改制為直轄市後的第14屆臺北市議會，自2022年12月25日開議，各政黨現有議員席次為中國國民黨28席、民主進步黨19席、台灣民眾黨4席、新黨1席、社會民主黨1席、無黨籍1席、空缺7席。
臺北市政府作為臺北市地方自治事項的最高行政機關，在中華民國政府架構中為直轄市自治的行政機關，並同時負責執行中央機關委辦事項，臺北市政府設有157個附屬機關、236所各級學校，此外臺北市政府還經營3個市營事業機構。
臺北市市長為臺北市政府之首長，綜理市政並指揮、監督所屬員工及機關。臺北市改制為直轄市後，市長於1967年到1994年之間，係以行政院提名人選，經臺北市議會行使同意權的方式產生，1994年《直轄市自治法》施行，市長改為由具有選舉權的臺北市市民選舉產生。市長得任命3位副市長襄助其處理市政，1位秘書長作為幕僚長，並得依法任命市政府所屬一級機關首長。1994年直轄市市長改由市民普選，市長可以連任一次。由於臺北市作為首都，亦為臺灣的政經中心，臺北市市長身為首都市長，掌握相較其他縣市的行政首長更為豐沛的行政資源，相對下也較容易吸引媒體鎂光燈的關注。而李登輝、陳水扁、馬英九等前任市長皆於卸任後當選總統，也使臺北市市長認為是通往總統之路的跳板之一。
下表整理了1994年直轄市市長改由市民普選後，由臺北市市民選舉產生的臺北市市長。
| 屆次 | 市長           | 市長       | 市長             | 就任時間       | 卸任時間       |
| ---- | -------------- | ---------- | ---------------- | -------------- | -------------- |
| 1    |                | 陳水扁照片 | 陳水扁 （民）    | 1994年12月25日 | 1998年12月25日 |
| 2    |                | 馬英九照片 | 馬英九 （國）    | 1998年12月25日 | 2002年12月25日 |
| 3    | 2002年12月25日 | 馬英九照片 | 馬英九 （國）    | 2006年12月25日 |                |
| 4    |                | 郝龍斌照片 | 郝龍斌 （國）    | 2006年12月25日 | 2010年12月25日 |
| 5    | 2010年12月25日 | 郝龍斌照片 | 郝龍斌 （國）    | 2014年12月25日 |                |
| 6    |                | 柯文哲照片 | 柯文哲 （無→眾） | 2014年12月25日 | 2018年12月25日 |
| 7    | 2018年12月25日 | 柯文哲照片 | 柯文哲 （無→眾） | 2022年12月25日 |                |
| 7    | 2018年12月25日 | 柯文哲照片 | 柯文哲 （無→眾） | 2022年12月25日 |                |
| 8    |                | 蔣萬安照片 | 蔣萬安 （國）    | 2022年12月25日 | 現任           |

### 選舉與集會遊行
從臺灣於清代設省於臺北城、日本設臺灣總督府於臺北市、中華民國設臺灣省政府於臺北市，到中華民國首都遷於臺北市，臺北市一直是臺灣的政治中心。臺北市外省新移民族裔比例較高，為臺灣各縣市之最：中華民國客家委員會在2004年的調查研究顯示：臺北市單獨認定自己為外省族群佔15.2%，高於全臺平均的8%；而據行政院1990年戶口普查的籍貫統計，在臺北市籍貫為外省人者有703,520人，約為當時臺北市人口比例的25.49%，是臺灣地區外省族群人數最多的行政區。因此從數據上來看，外省族群在臺北的影響力較臺灣其他縣市大。由於外省族群支持泛藍陣營的比例較泛綠陣營來得高，這使得泛藍陣營在臺北市的選舉較泛綠陣營佔有優勢。
1987年解嚴之後，臺北市即成為集會遊行的重地。因素有三：動員與集結容易、媒體效果較佳、抗議或請願對象（政府機關）明確。以民主進步黨為首的泛綠陣營或以中國國民黨為首的泛藍陣營街頭集結抗議是十分平常的事，此現象於即使經過三次的政黨輪替後，依舊存在。1994年之後，主要政黨為爭取選票，會在舉辦選前一週的週末，在臺北街頭舉行大遊行為選舉造勢，不失為臺北街頭奇觀。即使臺北市民對於遊行與抗議已經司空見慣，但以逐次下滑的投票率來看，臺北市民近年來被政治動員的程度並未比其他都會區高。

### 族群分佈
1926年的普查統計中，216,300人籍貫為福建、1,400人為廣東。（以移民時清朝及明朝的區域劃分福建省及廣東省。）
| 省份             | 州府             | 地區            | 語言 （方言）                             |
| ---------------- | ---------------- | --------------- | ----------------------------------------- |
| 福建／ 21.63萬人 | 泉州／ 18.67萬人 | 安溪／9.96萬人  | 閩南語（泉州）                            |
| 福建／ 21.63萬人 | 泉州／ 18.67萬人 | 同安／2.97萬人  | 閩南語（泉州）                            |
| 福建／ 21.63萬人 | 泉州／ 18.67萬人 | 三邑／5.74萬人  | 閩南語（泉州）                            |
| 福建／ 21.63萬人 | 漳州／2.8萬人    | 漳州／2.8萬人   | 閩南語（漳州）                            |
| 福建／ 21.63萬人 | 漳州／2.8萬人    | 漳州／2.8萬人   | 客家話（南靖、平和、詔安）                |
| 福建／ 21.63萬人 | 汀州／5千人      | 汀州／5千人     | 客家話（汀州）                            |
| 福建／ 21.63萬人 | 龍巖／少於100人  | 龍巖／少於100人 | 客家話（汀州） 閩南語（龍巖、漳平）       |
| 福建／ 21.63萬人 | 福州／1千人      | 福州／1千人     | 閩東語（福州）                            |
| 福建／ 21.63萬人 | 興化／約100人    | 興化／約100人   | 興化話（莆田、仙遊）                      |
| 福建／ 21.63萬人 | 永春／少於100人  | 永春／少於100人 | 閩南語（泉州、大田）                      |
| 廣東／ 1.4千人   | 潮州／約900人    | 潮州／約900人   | 客家話（豐順、饒平、大埔） 閩南語（潮州） |
| 廣東／ 1.4千人   | 嘉應／約500人    | 嘉應／約500人   | 客家話（四縣、長樂）                      |
| 廣東／ 1.4千人   | 惠州／少於100人  | 惠州／少於100人 | 客家話（海陸） 閩南語（潮州、漳州）       |
| 其他／2.3千人    |                  |                 |                                           |

## 經濟
臺北市在全球化及世界城市研究網絡（GaWC）發表的2020年全球城市名冊中，被列為與斯德哥爾摩、都柏林、蘇黎世、舊金山、墨爾本等同屬於「Alpha-」級別的國際一線都市。臺北市的產業結構以三級產業（服務業）為導向、二級產業（工業）居次，一級產業（農林漁牧業）所占比率極低，主要發展領域包括零售與批發、金融服務和會展產業、軟硬體資訊及通訊科技、生物科技等；2016年平均每人市內生產總值按購買力平價計為65,539美元。身為臺灣的商業、金融中心兼經濟決策中樞，臺北市在經濟潛力（亞太第2名，次於東京，2015/16年）及商業友好度（亞太第4名）的表現受到《金融時報》正面評價。2021年11月底數據顯示，國內有23.4萬家公司、行號在此設立營業據點，總部登記於此的富比士全球企業2000強有33家，其中4家為財星世界500強企業。此外還有3,776家跨國公司、國際金融機構、商業組織和外國領事館在此註冊辦公。例如臺灣證券交易所經營的加權股價指數，其2024年底總市值（2.26兆美元）按世界交易所聯合會公布的數據為全球第12大、總成交量（3.04兆美元）排第10高，與證券櫃檯買賣中心編製的店頭市場指數同為當地產業一大支柱，亦是觀察臺灣經濟走向的重要指標。
臺北市2023年上半年15歲以上民間人口有218.3萬人，勞動力有121.5萬人，就業者有117.3萬人，失業者4.2萬人；勞動力參與率55.7%，失業率3.5%。外籍勞工方面，2023年底有17,376名外國專業人員（白領移工），數量占全國35.5%（2022年底）；藍領移工有40,729人。此外，尚有許多設籍外縣市的居民也在臺北市就業，或從其他地方通勤至臺北市區上班。從就業人口比例來看，臺北市為典型以服務業為主的都會城市，近8年來服務業的就業人口比例呈現成長的趨勢。工業部分係以都市型輕工業、都市服務型工業、高科技及技術密集型工業為主；從廠商家數集中地來看，「臺北科技走廊」所在的南港軟體產業園區、內湖科技園區及開發中的北投士林科技園區是臺北市製造廠商的大本營，尤其是南港軟體工業園區與內湖科技園區更是發揮廠商群聚效果，約有六成以上的廠商聚集於此。
臺北市2018年資產逾3,000萬美元的超級富豪有1,519人，人數為全球第8多、密度居世界第3高（次於倫敦、新加坡）；家庭及人均可支配所得亦為全國最高，平均每戶家庭可支配所得為新臺幣144.4萬元
，平均每人可支配所得為新臺幣53.3萬元（2022年）
。當地的薪資收入與物價水準相去不遠，購買力在全球77個主要城市中排第26高（亞洲第3高，2018年），薪水為亞洲第3高。它被評為2021年全球有錢人生活與消費第3貴的城市，同時也是外派人員生活費第22昂貴的城市。市中心頂級商業辦公室年租金成本為每平方英尺71.94美元（即每淨坪月租賃成本新臺幣6,548元，2018年第一季），在全球120個城市中排第38高。2023年第一季新成屋平均房價達每坪新臺幣106.2萬元，市民得至少15.52年不吃不喝才能買到一戶中位數價格的住宅（2023年第二季），不過其市中心租金收益率（1.44%）在全球480個調查城市排倒數第5低，耗時60、70年才能回本。

## 旅遊
臺北市擁有20處國定古蹟、184處直轄市定古蹟、342處歷史建築、5處紀念建築等許多人文景觀，古蹟與博物館兩者數量均居臺灣首位，同時存在著有別於其他城市的特殊風情。臺北的生活以不同型態充斥在各區域，像是臺北市野雁保護區、關渡自然公園、大安森林公園、臺北市建國假日花市及玉市、寶藏巖聚落、釣蝦場釣蝦，甚或到寺廟祈福、點光明燈、求姻緣等，都可視為臺北生活型態的一部分，是親子遊玩的好去處。此外，臺北最High新年城暨台北101跨年煙火表演、臺北燈節等節慶活動亦屬老少咸宜。
臺北藉由打造友善城市的意象，以及流暢豐富的旅遊體驗吸引著全球旅客的目光，因而選入孤獨星球、福斯新聞網、BuzzFeed等旅遊雜誌及社群媒體的推薦名單之列。OpView據貓途鷹網站的評論分析，臺北2017年以台北101、國立故宮博物院、艋舺龍山寺、中正紀念堂、士林觀光夜市、貓空纜車、象山自然步道、西門町、臺北市立動物園和饒河街觀光夜市等10個景點最受國際遊客青睞；北投溫泉、行天宮、國民革命忠烈祠和陽明山國家公園等榜上景點亦擄獲國際觀光客好評。萬事達卡「全球最佳旅遊城市報告」指出，國際旅客2016年在臺北的總體消費金額為96億美元，位列全球第10高，人均花費1,306美元（約新臺幣40,900元）。另根據英國歐睿國際「世界前100旅遊城市指數報告」，臺北是2016年全球最熱門之旅遊目的地城市第14名（亞洲第9名），2019年到訪的國際旅客有998萬人次，為全球訪問量第19大的城市。

## 文化
臺北風光秀麗，歷史古蹟隨處可見。臺灣各族群文化與全球文化在臺北市薈萃，蘊含臺灣原住民文化的順益臺灣原住民博物館，濃厚閩南、舊都城風情的大稻埕、艋舺、大龍峒與剝皮寮、客家義民祭，完整儒教祭祀規儀的釋奠典禮，以及融合中國各地風土民情的眷村文化、國粹與新住民文化等。清領、日治與戰後時期等，大時代的浪潮也為臺北市留下大量豐富的近代史及文化資產。
近年來隨著外籍勞工人數逐漸增加，外籍勞工所帶來的母國文化也逐漸受到重視，各種文化節、專門的廣播節目等針對外籍勞工的活動與休憩措施應運而生。此外，臺北市作為一國際級城市，對於不同族群與文化個體展現尊重及包容，如同性戀族群的臺灣同志遊行等。
臺北市也是臺灣的時尚與藝術中心之一，接受全球化浪潮的洗禮，並迅速發展出一套屬於自身特色的藝術行為。許多臺灣各地出身的藝術家、設計師與文化人們也都紛紛透過臺北的窗口讓全世界認識。

### 娛樂與表演藝術
臺北是亞洲的流行音樂重鎮，以及華語流行音樂、文化創意、娛樂產業的樞紐中心。自由民主社會的多元開放風氣和台灣本土意識是促使臺北文化活動活絡的一大優勢。藝術、娛樂等文化創意活動密集頻繁，藝文表演場地亦居全國之冠。除了流行音樂有國際團體、演藝人密集訪臺演出，每晚也都有不同的舞臺表演團體，同時在國家兩廳院（國家音樂廳、國家戲劇院）、臺北表演藝術中心、臺北流行音樂中心等各場地個別巡迴公演。表現風格多元化，有醒世、創作實驗、冷僻、同樂、音樂、歌仔戲等劇別；主題不限政治、宗教、文化、社會，面向跨越地域之分。
針對街頭藝人的各項表演，臺北市政府頒予執照，維護街頭公開表演人士所應享的權益、尊嚴並提高綜合素質。經常有青少年和年輕人在西門町街頭熱舞表演K-pop舞蹈，這是時下年輕族群流行文化的特點之一。在通風良好且燈光充足的捷運地下街，亦常見為數眾多的學生正揮汗練舞。在歷任市長的努力下，市府所推廣的文化活動已趨於多元化，而市民所認同的青少年活動亦非僅止於用功唸書考大學，有益身心、富正面意義的舞蹈運動皆能獲得市民和市府的青睞與讚賞。中學生街舞社成員最主要的練舞場地分別是臺北車站、板橋、西門、雙連等捷運站，以及國立國父紀念館和中正紀念堂（自由廣場）等6大場地。2008年9月已有街舞團體在國際展露頭角，取得亞洲區冠軍。
此外，臺北市尚有許多表演藝術場館，如新舞臺、城市舞臺、國立臺北藝術大學展演藝術中心音樂廳、舞蹈廳及戲劇廳、紅樓劇場、牯嶺街小劇場、水源劇場、大稻埕戲苑、臺北國際會議中心和臺北小巨蛋等。

### 典藏展覽
臺北市有許多大型博物館及典藏文物，其中位於外雙溪的國立故宮博物院為世界主要博物館之一，被譽為「中華文化寶庫」，館藏約70萬件，大部分為承接清代皇室舊藏，包含眾多中國古代書畫、金石、器物、典籍等，尤其以宋代繪畫、中國青銅器與宋瓷為重。鄰近臺北植物園的國立歷史博物館則是收藏唐三彩、中國青銅器等華夏文物的著名博物館。中央研究院的歷史語言研究所所收藏自民初以來的大量考古遺物、青銅器、漢簡、圖書、中國民族學文物等國寶。國立臺灣博物館承接日治時期館藏，典藏豐富的臺灣史地資料、田野調查文物與自然標本等，是集合了人類學、地學、動物學、植物學與博物館學為一體的博物館，有「臺灣現代知識的啟蒙地」的稱號。
現代藝術的展覽場所則有臺北市立美術館、臺北當代藝術館、中華文化總會文化空間、國立臺灣藝術教育館、南海藝廊、伊通公園、關渡美術館（國立臺北藝術大學）等。另外還有其他各類型場館，如社會人文相關的臺北探索館、順益臺灣原住民博物館、袖珍博物館、樹火紀念紙博物館、楊英風美術館、郵政博物館、國軍歷史文物館、海關博物館、總統副總統文物館、華山1914文化創意產業園區、松山文創園區等。自然科學類的有國立臺灣科學教育館和臺北市立天文科學教育館等。

### 宗教信仰
臺北市的宗教概況與臺灣宗教概况大致相同，以佛教、道教及臺灣民間信仰為主。市內寺廟中所祭祀的神祇大多是隨著閩粵漢族移民從移居地遷來。
早期世居臺北的凱達格蘭族崇尚萬物有靈的泛靈信仰。16世紀西班牙會士曾傳入天主教，歷經荷西戰役後，被迫中斷。隨著17世紀漢移民帶來了屬於漢字文化圈的香火，逐漸改變臺北原生宗教風貌。在清領時期人們崇尚神佛之風，民眾崇尚佛道教與儒教三綱五常觀念，當時較富盛名的代表祭典屬「臺北迎城隍」。清領後期西方傳教士馬偕博士為臺北帶來了西方的基督信仰的長老教會，而臺北市的伊斯蘭教則主要由政界的穆斯林白崇禧將軍等人帶入。
日治時期，傳統信仰受到一定程度壓抑，因推動內地同化政策、信奉日本神道教，總督府於劍潭山興建當時全臺最大的官方信仰中心臺灣神宮。二次大戰及國共內戰之後，大量新移民遷入，傳入諸多新宗派。1950年代之後，大規模南部、中部居民移入臺北，亦將其祖居地守護神分靈入城，此時期除了本地鄉土神以外，以祭祀媽祖、王爺、佛祖、觀音等居多。大臺北地區佛道教寺廟數量之多，冠於北臺灣，教派之廣幾涵蓋各神佛，堪稱臺灣宗教總匯，不僅佛道儒，臺北市有臺灣唯一天主教總教區天主教臺北總教區、最多基督新教與伊斯蘭穆斯林信仰人口，並為臺灣西部基督徒比例最高的行政區。
據臺北市民政局及各區公所統計，該市2012年底歸屬道教及臺灣民間信仰性質的宮廟、神壇有1,431座，屬佛教巖寺庵者有359座；其中91座廟宇創建於1912年以前。行政區中以士林區、北投區各有238座廟最多，萬華區201座廟居次。由基督教所建立的教會、教堂有372處，天主教有42處；其中9處創建於1912年以前。教會、教堂以大安區68處最多，其次為中山區51處及中正區47處。

### 飲食
臺北市身為臺灣政經重鎮，多年來大方迎接各種不同文化，孕育出相當多元的在地飲食特色，從早餐、宵夜小吃、中式餐館到西式餐廳，種類繁多。國民政府遷臺後，隨著新住民族眷大量落戶於臺北，各種中國地方口味與飲食文化相互揉合，發展出與臺灣傳統飲食習慣相融合的特色，2005年起舉辦的牛肉麵節為強調獨有飲食文化之下發展出來的民間活動。
臺北的小吃可分為市集攤販小吃與老店小吃二類。除了賣早點類的小吃攤可能限於早上營業外，夜市小吃集中在夜市裡，由於都市化程度較高，民眾活動時間相對較長的關係，許多小吃攤會經營到相當晚，因此超過午夜12點甚至徹夜經營也是常有的事情。至於歷史較久的老店、小吃則集中於發展較早的臺北西區一帶，如：艋舺（今萬華區）與建成圓環周圍，和臺灣多數發展較早的古城一樣，這些老店多集中於寺廟周圍。CNN認為在地民眾出於宗教信仰、友善動物等考量，茹素者能夠輕易地在當地找到用餐環境或餐點，因此將臺北列為全球十大最適合素食主義者城市之一。
茶與臺北的歷史發展、人文風俗有密不可分的關係。清朝末期，茶葉成為臺灣最大的生產與出口品，讓臺灣經濟的重心由南部轉向北部，大稻埕曾是全臺第一的茶葉集散地，全盛時期曾聚集超過200家茶行。臺北盆地四周圍群山環繞，臺北市的貓空及新北市的坪林、三峽均為著名的茶產地，位於臺北市文山區的木柵觀光茶園是臺灣第一座觀光茶園，而貓空地區昔日曾為臺北市最大產茶區之一，鐵觀音為此處特色茶種。
法國輪胎製造商米其林在2018年推出《米其林指南——臺北篇》，這是第八個以亞洲都市為對象出版的米其林美食指南書籍。自此，該機構每年都會發表關於臺北餐廳的評價。2024年8月揭曉的名單中，有37間餐廳獲得星級認證；包括三星2間、二星5間、一星30間。此外，有43間餐廳、街頭小吃獲得必比登推介。

### 傳播媒體
臺灣絕大多數主流廣播電臺、电视臺、網路媒體總部或營運中心均設駐於臺北市，旺盛的大眾傳播媒體及產業環境促使臺北市成為臺灣媒體產業的中樞，但也常因過度地倚傾臺北播報新聞，而使得報導角度多半重於北部或濃厚的地域性。隨著國際政經情勢日益複雜、地緣政治風險提升、嚴重特殊傳染性肺炎疫情、全球晶片危機等因素，跟臺灣有關的議題開始受到國際關注，促使外國媒體在2010年代後期，紛紛轉向臺北設立區域總部或據點。至2020年底在外交部登記立案的國外媒體共有71家、派駐記者有124名。
臺北公眾區免費無線上網（Taipei Free）為臺北市政府提供的公共免費無線網路，從2011年7月1日在臺北市正式啟用。Taipei Free可以在捷運站、市立圖書館、政府辦公部門、主要道路上，以及部分公車（多為油電混合公車）上收到訊號。無線網路名稱為「TPE-Free」（公車上之無線網路名稱為「TPE-Free Bus」）。目前Taipei Free的熱點總數5,720個，2014年3月的月使用人次最高，達4,316,546人次。Taipei Free啟用後，引領中央政府與各縣市跟進推動公共免費無線上網建設，促進全臺免費無線上網環境的良性發展。2014年1月15日，美國有線電視新聞網將免費無線上網（Free Wi-Fi）與夜市、故宮、青少棒、全民健保及小籠包等久享國際盛名、公認是臺灣典型形象代表的事物，並列為「臺灣十大世界第一好」。同年2月14日，英國每日電訊報也將臺北與紐約、巴黎、赫爾辛基、佛羅倫斯、特拉維夫、香港、澳門、伯斯等9座城市，共同評選為「全球最方便的免費無線上網城市」；其中更特別將臺北市列舉為9座城市之首。顯見Taipei Free對臺灣公共免費無線上網建設的發展、對國際觀光商務人士吸引力的強化、以及對臺北市國際形象的提昇，都有相當正面效益。

### 閱讀風潮
民營書店方面，除了誠品書店、金石堂書店、墊腳石書店、三民書局、政大書城、茉莉二手書店、敦煌書局、蛙蛙書店、五南文化廣場等國內連鎖書店外，尚有國際連鎖書店葉壹堂、紀伊國屋書店、淳久堂、法雅客，獨立書店如專營同志性別的晶晶書庫，販賣二手書及罕見古冊典籍字畫的古今書廊二手書店、舊香居，蒙藏文化為主的青康藏書店，販售臺灣本土文化書刊的臺灣ㄟ店，宗教書店臺灣福音書房、基督教以琳書房、中國主日學書店、校園書房、靈糧書房，女性議題書店女書店，由文化部經營，專門展售政府出版品的國家書店；與其它特色書店如胡思二手書店、信鴿書店、亞典書店、唐山書店等。

### 文學
目前還沒有一本臺北文學史、臺北文學發展史、臺北地區古典文學史之類的著作出現。個別論文則有張家銘〈不同文化地景類型之行塑歷程─以臺北溫州街一帶與臺北文學森林為例〉、林秀姿〈重讀一九七〇年以後的臺北：文學再現與臺北東區〉、呂素美〈日治時期的草山地景與漢詩書寫〉等文章，多著眼在文學地景及文學再現的問題，也有處理族群與文學書寫之間的關係，例如顧敏耀〈草山含笑柳含煙．脈脈泉溫溪嶺間——士林區與北投區的族群與文學〉（《文訊》，第252期，2006年10月，頁60-66）、顧敏耀〈在依舊閃耀的昔日光輝下——萬華區與大同區的族群與文學〉（《文訊》，第252期，2006年10月，頁67-72）、張琬琳〈城南舊事—臺北南區的族群變遷與文學書寫〉等。
臺北市的文教基金會、文學團體、寫作班、出版社、大專院校文學系所等甚多，因此這些機構所辦的文學活動非常多，也非常多樣，在此無法一一列舉；至於官方—臺北市文化局也不遑多讓，頻繁舉行各式各樣的文學活動。以下幾個活動是比較重要而且長年舉辦，有臺北文學獎、臺北文化獎、臺北文學季、臺北詩歌節、漢字文化節等活動。
- 藝文類的基金會

臺北市是全臺灣文教基金會最多的地方。不少基金會積極舉辦或是金錢贊助文藝活動，像是九歌文教基金會、吳三連臺灣史料基金會、耕莘文教基金會、聯合報系文化基金會、時報文化基金會等；一些基金會則偏重在文學研究的贊助或是推廣，像是中山學術文化基金會、臺灣文學發展基金會、現代學術研究基金會等。除了上述基金會，吳三連獎基金會、巫永福文化基金會、李江卻臺語文教基金會、金車教育基金會、信誼基金會、崇友文教基金會、彭明敏文教基金會、榮後文教基金會、賢志文教基金會等較知名者，皆設在臺北市。此外，國家文化藝術基金會與臺北市文化基金會，也是相當重要的文學活動相關基金會。
- 文學社團

位於臺北市的全國性文學社團相當多，有中國文藝協會、中華民國比較文學學會、中華民國臺灣原住民族文化發展協會、中華民國筆會、中華民國新詩學會、中華民國漢詩學會、世界華文作家協會、臺灣歷史學會、臺灣語文學會等；地方性的文學社團則有臺北市天籟吟社。
- 臺北市籍作家

歷來出生在臺北市的作家、文學評論者非常多，日治時期有楊雲萍、王詩琅、廖漢臣、楊千鶴、李魁賢等，戰後出生在此的作家、學者更多，比較著名的有：黃凡、白靈、小野、林文義、羅智成、朱天文、張大春、張曼娟、林燿德、郭強生、須文蔚、朱國珍、成英姝等。由於臺北市二戰以後是中華民國政府集中最多資源的城市，因此造成許多外縣市出生的作家，選擇在此就業、定居。

## 教育
日治初期的1895年，臺灣第一座西式小學芝山巖學堂成立於芝山岩地區（今士林國小）。隨後普設於臺北各地的國語傳習所、公學校、小學校等更奠下了臺北現代教育基石。1950年代中華民國政府撤退來臺之後，投入龐大教育經費設立的小學、初中、高中與大專院校，更成為臺灣北部甚至全臺灣的「明星學校」，在高中或大學聯合招生制度盛行時，尤其明顯。特別是明星高中或國立大學的熱門科系，每年考季都有相當激烈的入學競爭，即使在聯招幾近廢止的今日，「升學主義」的情形仍延續著；此外，尚有國際學校。作為全國首善之都，臺北市的教育資源與其他縣市相比，較為豐厚、優渥。國立臺灣大學、國立臺灣科技大學、國立臺北科技大學、國立臺灣師範大學、國立陽明交通大學、國立臺北教育大學、臺北醫學大學以及國立政治大學等大學的校址位在本市境內。
目前臺北市政府教育局轄下有臺北市立大學、160餘所的公私立中小學，以及12年義務教育，此外還有臺北市立兒童新樂園、臺北市立天文科學教育館及臺北市立動物園，並在各區設立運動中心、社區大學、樂齡中心、圖書館等，提供市民休閒育樂與學習進修的機會。臺北市公共圖書館在2015年度購入圖書資料的總支出是新臺幣113,927,471元，平均每位市民購書費為42.12元、每位市民擁書量為2.83冊。

### 學術研究
臺北市是臺灣全國學術研究中心，國家級研究重鎮的中央研究院即座落於南港區。另外專門典藏國家圖書與漢學研究中心的國家圖書館、中央研究院各研究所圖書館、臺北市立圖書館與各大專院校圖書館：諸如國立臺灣大學總圖書館、國立臺灣師範大學圖書館、國立政治大學圖書館均有豐富館藏等。其中，國家圖書館所特藏的善本古籍中，多件均為古代流傳至今的孤本，如尚書表註、東都事略、宋太宗皇帝實錄與金剛般若波羅蜜經等珍貴古籍。

## 體育
臺北市體育的主管機關為臺北市政府體育局。馬英九擔任臺北市市長期間（1998年—2006年），臺北市體育處對臺北市的體育發展以「處處皆可運動」、「人人喜愛運動」為目標，以全民、學校、高齡、青年、障礙和菁英等不同民眾，鼓勵運動，設立大型賽場公共運動空間，並規劃於12個行政區設立市民運動中心。
大型體育場館有臺北大巨蛋、臺北田徑場、臺北小巨蛋及臺北市立天母棒球場，中型體育場館包括臺北和平籃球館、臺北市網球中心與臺北體育館等，用以舉行市級運動項目；除此之外，各行政區的區級休閒、運動中心也漸次啟用或著手興建，於2003年至2010年陸續完成啟用；每年並由各區的體育會舉辦不同規模的路跑競賽，以利於提升運動風氣。臺北文化體育園區（臺北大巨蛋）亦將整合體育、娛樂、商務、城市文化與歷史為一體的又一大型市民空間。
近年則由於國際能源危機所致，市府積極鼓勵市民多從事戶外休閒活動。例如興建公園、廣闢綠地、整平騎樓走道，方便市民帶著家犬與家人在外一同遊樂；並學習法國巴黎，鼓勵民眾親近水岸；與廠商合作，在觀光景點添置並推廣自行車以為代步工具，首開優良風氣之先，間接改善交通，也為地球減少空氣污染貢獻心力。
臺北市曾舉辦夏季世界大學運動會、聽障奧林匹克運動會、世界盃五人制足球錦標賽、世界盃棒球賽、世界花式撞球錦標賽、亞洲羽毛球錦標賽、臺北101垂直馬拉松、臺北馬拉松（包含國道馬拉松）、IAU世界盃超級馬拉松比賽、威廉·瓊斯盃國際籃球邀請賽等國際性體育競賽；申辦奧運的構想也曾被提及。另外還有許多國內性體育競賽，如「健康活力·運動臺北」十二行政區路跑賽、新光摩天大樓登高大賽、三商巧福盃路跑賽、舒跑盃路跑賽、中正盃錦標賽（範圍涵蓋各類運動）等；中華職棒每年固定於天母棒球場舉行部份場次的例行賽，味全龍回歸一軍後，2021年將此球場作為該隊雙主場之一；超級籃球聯賽則固定於臺北市立體育學院體育館（俗稱「白館」）進行例行賽。台北市與新北市將於2025年共同舉辦世界壯年運動會。
目前職業運動中以台北市為主場的籃球隊為臺北富邦勇士職籃隊（P.LEAGUE+）及臺北台新戰神職籃隊（T1 League）。

## 醫療
國立臺灣大學醫學院附設醫院（臺大醫院）總院區設於本市，該院創建於1895年、為臺灣歷史最悠久的西式醫院，是中華民國衛生福利部最高評級的「醫學中心」醫院之一，亦是中華民國全國醫療體系中最重要的防疫機構。另外，臺北市政府為了使原有的各處市立醫院之醫療資源能有效整合，遂自2005年元旦起將過去市內各醫療單位整併成為臺北市立聯合醫院，並分設七大院區，院本部則設於大同區中興院區。
臺北市的醫療資源十分豐沛，依臺北市政府衛生局統計，2015年底臺北市計有37家醫院、3,452家診所，較2014年底分別減少1家（-2.6%）、增加40家（1.2%），其中西醫診所1,607家、牙醫診所1,343家及中醫診所502家；其中醫學中心共有8座，為全臺各縣市之冠，各行政區每萬人醫療院所數以大安區25.1家最多，南港區6.8家最少；病床數共計2.5萬床，增加146床（0.6%）。至醫療（事）機構執業醫事人員為5.1萬人，較上期增加1,750人（3.6%）。其中2015年底公私立醫院病床數計2萬床，全年佔床率為75.6%。另平均每日服務量仍以門診8.4萬人次最多；與上年比較，急診、體（健）檢人次分別增加28人次（0.9%）、111人次（5.1%），其餘門診、洗腎、手術及接生人次均減少。
| 病床數       | 西醫師人數   | 中醫師人數   | 牙醫師人數   |
| ------------ | ------------ | ------------ | ------------ |
| 25,045       | 9,279        | 852          | 3,028        |
| 每萬人病床數 | 每萬人西醫數 | 每萬人中醫數 | 每萬人牙醫數 |
| 92.1         | 33.5         | 3.2          | 10.8         |
| 縣市排名     | 縣市排名     | 縣市排名     | 縣市排名     |
| 3            | 2            | 4            | 1            |

## 環保議題
臺北市環保局推動禁用一次性餐具，從公家機關開始推動到各大學、高中、國中小學，進而要推廣到私人機關。

## 交通
設籍臺北生活圈的民眾約有925萬人口，故每逢尖峰時段或假日，經常會有大量人潮、車潮流動於市區內或臺北、新北兩市之間，導致市區內各重要幹道常出現塞車的情形。為求儘可能在短時間內疏散人潮、車潮，並減少塞車情形，因此除一般道路外，亦興建多條快速道路與聯外橋樑。
公共交通在台北的交通出行中占据了相当大的比例。根据2022年政府的调查，台北市有34.9%的交通出行是通过公共交通工具完成的，这一比例高于全国任何其他地区。 私人交通工具包括摩托车、私家车、出租车和自行车。2022年，私人交通出行占台北市总出行的41.6%，为台湾最低。
台北车站是地铁、公交、普通铁路和高铁的综合枢纽。 一张名为“悠游卡”的非接触式智能卡可用于所有公共交通工具以及多个零售商店。卡内包含余额，每次乘车时会扣除相应费用。 悠游卡通过MIFARE面板在公车和捷运站内读取，无需将卡片从钱包或手提包中取出。
此外，臺北市亦為臺灣大眾運輸最發達的都市。至2007年為止，整個大臺北地區營運中的市區公車路線共有421條，平均每日載客161萬人次，並有8成以上的中短程路線加入了聯營公車系統。捷運系統方面，臺北捷運營運路線總長度131.2公里，平均每日運量逾200萬人次。此外，目前亦有可以共通使用於捷運、市區聯營公車、短程客運與公營停車場的非接觸式IC卡—悠遊卡、一卡通、愛金卡；並實施公車與捷運間的電子票證雙向轉乘優惠制度，同時推出雙北公共運輸定期票。
台北的公共交通系统——台北捷运结合了地铁与轻轨系统，采用了先进的VAL与庞巴迪技术。目前，台北捷运共有六条线路，并通过颜色、线路编号以及车辆段站名三种方式进行分类与标注。除了捷运本身，台北捷运系统还包含多项公共设施，例如猫空缆车、地下购物街、公园以及公共广场。现有的铁路线路也正在进行改造，以便整合进捷运系统。
2017年，一条新的捷运线路正式通车，连接台北与桃园国际机场以及中坜区。该线路属于新建的桃园捷运系统的一部分。
2020年1月31日，日立铁路公司正式启用环状线一期工程，通车仪式在十四张站举行。环状线是一条全长15.4公里的无人驾驶铁路系统。自2020年2月起，环状线开始提供免费试乘服务，方便乘客体验新线路。
對外交通方面，除了有多條國道（高速公路）與省道通往全臺灣各地之外，臺鐵縱貫線以及台灣高鐵都行經本市並設站；其中，臺北車站為全市首要的陸運交通樞紐，行政院及監察院前的忠孝中山路口則為臺灣公路原點。空運以臺灣桃園國際機場（位於桃園市大園區）、臺北松山機場為樞紐，海運則以基隆港（位於基隆市）與臺北港（位於新北市八里區）為兩大據點。
一套覆盖广泛的城市公交系统服务于台北都会区内未被捷运覆盖的区域，并配备有专用公交车道以提升交通效率。 搭乘捷运系统的乘客可使用悠游卡在公交车上享受票价折扣，反之亦然。台北公交系统的一大特色在于其由多家民营运输公司共同经营，虽然路线由不同公司运营，但票务系统是统一的。这种模式与美国主要由公共机构运营的公交系统形成鲜明对比。台北市设有多个重要的城际长途客运总站，包括台北转运站和市府转运站。
1994年，随着台北的快速发展，一份交通政策白皮书明确提出，要打造一个能够满足这座快速扩张城市需求、服务于市民的交通系统。1999年，台北方面选择了由神通电脑（Mitac）牵头的企业联盟，其中包括泰雷兹交通系统公司（Thales-Transportation Systems）。随后在2005年，台北再次选用泰雷兹集团，负责升级全市公共交通网络，部署一套端到端、全程非接触式的自动收费系统，覆盖116个捷运车站、5,000辆公交车及92座停车场。

## 城市象徵
臺北市市徽為第三代版本，於1996年透過公開徵選產生，設計人為張維懿，在經臺北市議會修法前，先行以臺北市政府府徽之名義使用。2010年9月20日，臺北市議會通過臺北市政府提案取代《臺北市市徽市旗設置辦法》的《臺北市市徽市旗設置自治條例》後，正式成為市徽。設計概念如下：以毛筆寫意手法寫出北字，下方置黑色「TAIPEI」及灰字「臺北」。紅色代表熱情，表現臺北市充滿活力的多元文化創造力，並傳達臺北人的活潑與熱情。黃色代表溫暖，表現臺北人的友善、人情味，以及溫暖的包容力。綠色代表和平與希望，表現臺北市著重環保及樂活的綠色都會。藍色代表理性與自由，表現臺北市為國際科技化、智慧及創新的城市，並展現水岸城市的健康與清新。以紅、黃、綠、藍飛墨所組成的市徽，充分展現臺北市熱情、溫暖、友善、自由、和平及健康之旺盛生命力，亦說明臺北市在文化、環保、科技的創造與堅持，並在國際化與本土化的兼容並蓄，展現多元文化的豐富精神。

## 國際交流

### 城市榮譽／國際會展
據國際會議協會（ICCA）統計，臺北在2019年舉辦了101場次之協會型國際會議，為全球第19多（亞洲第5多）。
- 1998年世界首都論壇—主辦城市。
- 2002年世界資訊科技大會—傑出公共部門獎。
- 2003年民主太平洋大會—主辦城市。
- 2004年民主太平洋大會—主辦城市。
- 2004年世界盃五人制足球錦標賽—主辦城市。
- 2006年智慧城市論壇—年度智慧城市首獎。
- 2006年第二屆無線社群—最佳政府應用獎。
- 2007年維基媒體國際大會—主辦城市。
- 2009年夏季聽障奧林匹克運動會—主辦城市。
- 2010年國際花卉博覽會—主辦城市。
- 2010年國際地理奧林匹亞—主辦城市
- 2011年世界設計大會—主辦城市。
- 2015年亞洲廣告會議臺北大會—主辦城市。
- 2016年世界設計之都—年度獲選城市。
- 2017年夏季世界大學運動會—主辦城市。
- 2019年世界飛安高峰會—主辦城市。
- 2021年國際帕拉林匹克會員大會—主辦城市。
- 2025年夏季世界壯年運動會—和新北市併列主辦城市。
- 2026年國際扶輪世界年會—主辦城市。

### 友好城市或姐妹市
| 亞洲及大洋洲 - 日本：松山市（2024年） - 大韓民國：首爾特別市 (1968年) - 大韓民國：大邱 - ：黃金海岸 - 沙烏地阿拉伯：吉达 - 菲律賓：马尼拉市、奎松市 - 蒙古国：乌兰巴托 - 俄羅斯：烏蘭烏德 - 马绍尔群岛：馬久羅 欧洲 - 波蘭：华沙 - 捷克：布拉格 - 拉脫維亞：里加 - 立陶宛：维尔纽斯 - 法國：凡爾賽 非洲 - 南非：约翰内斯堡、比勒陀利亞 - 布吉納法索：瓦加杜古 - 塞内加尔：達喀爾 - 多哥：洛美 - 利比里亚：蒙羅維亞 - 马拉维：利隆圭 - ：科托努 - ：墨巴本 - ：比绍 - ：班竹 | - 美国 - 加利福尼亚州：洛杉矶、旧金山 - 德克萨斯州：休斯敦、達拉斯、馬歇爾 - 亞利桑那州：鳳凰城 - 印第安纳州：印第安納波利斯 - 俄克拉荷馬州：俄克拉荷馬市 - 麻薩諸塞州：波士顿 - 喬治亞州：亚特兰大 - 俄亥俄州：克利夫兰 - 關島 中南美洲及加勒比海 - 秘魯：利馬 - 尼加拉瓜：馬拿瓜 - ：基多 - ：特古西加尔巴 - ：聖多明哥 - ：瓜地馬拉市 - 巴拿马：巴拿馬城 - 玻利维亚：拉巴斯 - 薩爾瓦多：聖薩爾瓦多 - 巴拉圭：亞松森 - 墨西哥：聖尼古拉斯 - ：聖荷西 - 圣卢西亚：卡斯特里 - ：貝爾墨潘市 - ：金石城市 |

### 夥伴城市
- 美国：紐約市[185]
- 日本：橫濱市[186]

## 註解
1. ↑  改制時，依照1930年施行之《市組織法》為「院轄市」；1994年改依《直轄市自治法》稱為「直轄市」，至1999年改依《地方制度法》施行，仍為直轄市。
2. ↑  僅次於新北市、臺中市及高雄市。
3. ↑  原冠軍為縣市合併前的高雄市；高雄縣市合併後，高雄市的人口密度頓時驟降為十分之一。
4. ↑  統計當時文山郡深坑庄橫跨臺北與新北，難以切割人口，故合併呈現資料。
5. ↑  臺北、新北福建人口的總和最多，臺南其次。
苗栗最多廣東人口，新竹其次。
高雄最多其他人口，臺南其次。
臺北、新北泉州人口的總和最多，臺南其次。
臺南最多漳州人口，嘉義縣市、宜蘭其次。
臺中最多潮州人口，新竹其次。
苗栗最多嘉應人口，屏東其次。
新竹最多惠州人口，桃園其次。
臺北、新北安溪人口的總和最多，臺南其次。
臺北、新北同安人口的總和最多，臺南其次。
臺南最多三邑人口，彰化其次。三邑指泉州府的晉江、南安、惠安三縣。
6. ↑  臺灣總督府專賣局、臺灣總督府交通局遞信部、三井物產株式會社舊廈等古蹟，未來也將納入臺博館體系。
7. ↑  其他新興宗教：創價學會、理教總公所、真如苑、耶穌基督後期聖徒教會、天理教、山達基臺北中心。
8. ↑  據「臺北市宗教查詢網站」提供之資料，臺北道教廟宇登記有案者約為174座，佛教約為109座[132]。
9. ↑  臺北市第一代市徽是以小篆的「北」字為概念設計，使用於1920年至1981年10月19日；第二代市徽外框造型為梅花五瓣，內部用陽文顯示「北」字，陰文顯示「市」字，於1981年10月19日至2010年9月20日間使用。

### 引用出处
1. 1 2 3  . 臺北市政府全球資訊網. 2019年2月20日  [2019年3月30日]. （原始内容存档于2019年3月30日） （中文（繁體））.
2. 1 2 3  臺北市政府民政局. . 臺北市政府民政局中文網站.   [2022-01-13]. （原始内容存档于2022-06-24） （中文（臺灣））.
3. 1 2 3  內政部戶政司. . 中華民國 內政部戶政司 全球資訊網.   [2022-01-13]. （原始内容存档于2011-07-26） （中文（臺灣））.
4. ↑  . 中華民國總統府.   [2025-01-07] （中文（臺灣））.
5. ↑  . 中華民國國史館.   [2011-01-05]. （原始内容存档于2012-05-30）. 國都必須因應事實需要不斷搬遷：元年3月，遷都北京；16年4月，奠都南京；26年12月，遷都重慶；35年5月，還都南京；38年4月，遷都廣州；38年10月，遷都重慶；38年12月，遷都臺北。
6. ↑  內政部地政司.  (PDF). 中華民國內政部地政司全球資訊網.   [2025-02-15] （中文（臺灣））.
7. ↑  黃秀政等編纂. . 臺北市: 臺北市文獻委員會. 2014 （中文（臺灣））.
8. ↑  .   [2023-07-27]. （原始内容存档于2018-11-21） （中文（臺灣））.
9. ↑  鄭祐安. . 臺北市政府地政局. 2020-08-10  [2025-01-07] （中文（臺灣））.
10. 1 2  黃秀政等編纂. . 臺北市: 臺北市文獻委員會. 2014 （中文（臺灣））.
11. 1 2  . GaWC - Research Network. Globalization and World Cities.   [2020-08-26]. （原始内容存档于2022-06-12）.（英文）
12. ↑  . 臺東縣馬蘭國小.   [2008-12-26]. （原始内容存档于2009-03-19）.
13. ↑  林少雯. . 愛書人雜誌. 2004. ISBN 9867430190.
14. ↑  世新大學. .   [2015-03-25]. （原始内容存档于2016-03-06） （中文）.
15. ↑  . 由陳政三譯翻译. 臺北: 原民文化. 2002: 51.（中文）
16. ↑  德約翰（John Dodd）. . 台灣書房26·閱讀台灣8V05. 由陳政三翻译 二版. 台北市: 五南. 2015-12 [初版2007-11]  [2015-09-27]. ISBN 978-957-11-8183-7. （原始内容存档于2015-09-28）.
17. ↑  許毓良. . 台灣文獻. 2003-03, 54 (1): 295–326  [2023-02-26]. （原始内容存档于2023-02-26）.
18. ↑   (PDF). 權赫秀.   [2016-03-17]. （原始内容 (PDF)存档于2018-12-30）.
19. ↑  張省卿，《德式都市規劃經日本殖民政府對台北城官廳及中區之影響》（臺北：輔仁大學出版社，2008），頁13-14，18-19。
20. 1 2 3 4 5  黃秀政等編纂. . 臺北市: 臺北市文獻委員會. 2015 （中文（臺灣））.
21. ↑  陳至中. . 中央通訊社. 2018-03-17  [2023-10-03]. （原始内容存档于2024-01-19）.
22. ↑  . 中央社. 2020-07-24  [2020-07-24]. （原始内容存档于2020-07-24）.
23. ↑  .   [2017-12-25]. （原始内容存档于2017-12-26）.
24. ↑  .   [2020-07-24]. （原始内容存档于2020-07-24）.
25. ↑  .   [2019-05-06]. （原始内容存档于2019-05-03）.
26. ↑  Michael Hess, Stadtarchitektur - Fallbeispiele von der Antike bis zur Gegenwart (Köln: Deubner Verlag für Kunst, Theorie & Praxis Gmbh & Co. KG , 2003 ), p.834. Carsten Jonas, Die Stadt und ihr Grundriss - Zu Form und Geschichte der deutschen Stadt nach Entfestigung und Eisenbahnanschluss (Tübingen / Berlin: Ernst Wasmuth Verlag, 2006 ) , pp.32-33. Paul Wietzorek, Das Historische Berlin (Pertersberg: Michael Imhof Verlag GmbH & Co. KG , 2006), p.17. Leonardo Benevolo, Die Geschichte der Stadt ( Frankfurt, New York: Campus Verlag GmbH, 2000 ) , p.946. Harald Bodenschatz, eds. Renaissance der Mitte - Zentrumsumbau in London and Berlin (Berlin: Verlagshaus Braun, 2005), pp.19-21, 170-173. Wilffried Koch, Baustilkunde - Das Standardwerk zur europäischen Baukunst von der Antike bis zur Gegenwart (Gütersloh / München: Bertelsmann Lexikon Verlag, 2006), pp.414-416. Leonardo Benevolo, Die Geschichte der Stadt ( Frankfurt, New York: Campus Verlag GmbH, 2000 ), pp.702-713, 716-717, 732-744, 746-749, p,730,871. Michael Hess, Stadtarchitektur - Fallbeispiele von der Antike bis zur Gegenwart ( Köln: Deubner Verlag für Kunst, Theorie & Praxis Gmbh & Co. KG, 2003), p.59-61, 79-80. 張省卿，《德式都市規劃經日本殖民政府對臺北城官廳及中區之影響》（臺北：輔仁大學出版社，2008），頁29。
27. ↑  黃武達，《日治時代(1895-1945)臺灣近代都市計畫之研究、論文集(3)》(臺北縣板橋市：臺灣都市史研究室，2003 年)，頁3-27。
28. ↑  張省卿，《德式都市規劃經日本殖民政府對臺北城官廳及中區之影響》（臺北：輔仁大學出版社，2008），頁36-41。
29. ↑  張省卿，《德式都市規劃經日本殖民政府對臺北城官廳及中區之影響》（臺北：輔仁大學出版社，2008），頁239。
30. ↑  Wilfried Koch, Baustilkunde - Das Standardwerk zur europäischen Baukunst von der Antike bis zur Gegenwart (Gütersloh / München: Wissen Media Verlag GmbH, 2006), p. 404.
31. ↑  越沢明，〈臺灣‧滿州‧中国の都市計画〉，大江志乃夫等編集，《岩波講座：近代日本と植民化(3)》(東京：岩波書店，1993年，頁183-241)，頁186-187。張省卿，《德式都市規劃經日本殖民政府對臺北城官廳及中區之影響》（臺北：輔仁大學出版社，2008），頁83-85。
32. ↑  鶴見祐輔，《〈決定版〉正伝後藤新平(1)医者時代前史~1893年》(東京：藤原書店，2004)，頁486-503。北岡伸一著，魏建雄譯，《後藤新平傳─外交與卓見》(台北市：臺灣商務印書館股份有限公司，2005)，頁17-19。張省卿，《德式都市規劃經日本殖民政府對臺北城官廳及中區之影響》（臺北：輔仁大學出版社，2008），頁22-23。
33. ↑  張省卿，《德式都市規劃經日本殖民政府對臺北城官廳及中區之影響》（臺北：輔仁大學出版社，2008），頁23。
34. ↑  張省卿，《德式都市規劃經日本殖民政府對臺北城官廳及中區之影響》（臺北：輔仁大學出版社，2008），頁23-24。
35. ↑  張省卿，《德式都市規劃經日本殖民政府對台北城官廳及中區之影響》（臺北：輔仁大學出版社，2008），頁25-26。田中重光，《近代、中国の都市と建築》(東京：相模書局，2005年)，頁297。黃武達，《日治時代(1895-1945)臺灣近代都市計畫之研究、論文集(3)》(臺北縣板橋市：臺灣都市史研究室，2003年)，頁3-13。臺北市役所編，《臺北市下水道調查書》(臺北，台北市役所，1942年)，頁8-9。
36. ↑  張省卿，《德式都市規劃經日本殖民政府對臺北城官廳及中區之影響》（臺北：輔仁大學出版社，2008），頁70。
37. ↑  張省卿，《德式都市規劃經日本殖民政府對臺北城官廳及中區之影響》（臺北：輔仁大學出版社，2008），頁70-72。
38. ↑  戚嘉林，《臺灣史(下冊)》(臺北縣中和市：戚嘉林發行，1895年)，頁125-143。張省卿，《德式都市規劃經日本殖民政府對臺北城官廳及中區之影響》（臺北：輔仁大學出版社，2008），頁43-52。
39. ↑  明治33年（1900年）8月23日，臺北縣告示第64號：臺北縣報第188號。黃武達，《日治時代(1895-1945)臺灣近代都市計畫之研究、論文集(3)》(臺北縣板橋市：臺灣都市史研究室，2003年)，頁3-27。張省卿，《德式都市規劃經日本殖民政府對臺北城官廳及中區之影響》（臺北：輔仁大學出版社，2008），頁37-39。
40. ↑  臺北市土木課編，《臺北市土木要覽》(臺北：臺北市土木課，1943年)，明治38年10月7日，臺北廳告示第200號，廳報第425號，頁19-24。戴國煇，《台湾と台湾人：アイデンテイテイを求めて》(東京：研文出版社，1979年)，頁142。
41. ↑  田中重光，《近代、中国の都市と建築》(東京：相模書局，2005年)，頁304。田中重光，〈台北の近代化過程における都市計画の影響に関する研究〉，《第三一回日本都市計画学会学術研究論文集》，(東京：日本都市計画学会，1999年)，頁253-258。張省卿，《德式都市規劃經日本殖民政府對臺北城官廳及中區之影響》（臺北：輔仁大學出版社，2008），頁54-57。
42. ↑  張省卿，《德式都市規劃經日本殖民政府對台北城官廳及中區之影響》（臺北：輔仁大學出版社，2008），頁225。
43. ↑  田中重光，《近代、中国の都市と建築》(東京：相模書局，2005年)，頁303。張省卿，《德式都市規劃經日本殖民政府對臺北城官廳及中區之影響》（臺北：輔仁大學出版社，2008），頁54-61。
44. ↑  野村一郎，〈台北の市区改正に就いて〉，《建築雜誌》(東京：日本建築学会出版)，第378號，頁29-32。田中重光，《近代、中国の都市と建築》(東京：相模書局，2005年)，頁305。張省卿，《德式都市規劃經日本殖民政府對臺北城官廳及中區之影響》（臺北：輔仁大學出版社，2008），頁61。
45. ↑  張省卿，〈臺灣總督府 ( 1912-1919 )：中央級與地方級官署建築探討〉，《輔仁大學歷史學報》(臺北縣新莊市：輔仁大學歷史學系，2006年11月，頁285-353)，第17期，頁290。
46. ↑  黃昭堂，黃英哲譯，《台灣總督府》(臺北：前衛出版社，2002年)，頁78。
47. ↑  張省卿，《德式都市規劃經日本殖民政府對臺北城官廳及中區之影響》（臺北：輔仁大學出版社，2008），頁69。
48. ↑  野村一郎，〈台北の市区改正に就いて〉，《建築雜誌》(東京：日本建築学会出版)，第378號，頁29-32。田中重光，《近代、中国の都市と建築》(東京：相模書局，2005年)，頁305。信夫清三郎，《後藤新平─科學の政治家生涯》(東京：博文館，1941年)，頁131。張省卿，《德式都市規劃經日本殖民政府對臺北城官廳及中區之影響》（臺北：輔仁大學出版社，2008），頁60-61。
49. ↑  黃武達，《追尋都市史之足跡─臺北「近代都市」之構成》(臺北：臺北市文獻委員會，2000年)，頁8-1至頁8-3；魏德文主編，高傳棋編著，《穿越時空看臺北：臺北建城一百二十周年：古地圖舊影像文獻文物展》(臺北：臺北市政府文化局，2004年9月)，頁33。張省卿，《德式都市規劃經日本殖民政府對臺北城官廳及中區之影響》（臺北：輔仁大學出版社，2008），頁81-82。
50. ↑  張省卿，《德式都市規劃經日本殖民政府對臺北城官廳及中區之影響》（臺北：輔仁大學出版社，2008），頁82。
51. ↑  張省卿，〈台灣總督府廳舍（1912-1919）﹕中央級與地方級官署建築之探討〉，《輔仁歷史學報》，第17期，臺北：輔仁大學歷史學系，2006年11月，頁291。Nov. 2006, Chang, Sheng-Ching.“Administrative buildings of the Taiwan governor's office, 1912-1919: a study of central and local administrative architecture”,“Fu Jen Historical Journal”, no. 17, Taipei, Department of History of Fu Jen University, p. 291.
52. 1 2  張省卿，〈以日治官廳台灣總督府（1912-1919）中軸佈置論東西建築交流〉，《輔仁歷史學報》，第19期，臺北：輔仁大學歷史學系，2007年7月，頁163-220。July 2007, Chang, Sheng-Ching. „Exchange between Eastern and Western architecture from the perspective of the central axis alignment with the example of the administrative buildings of Taiwan’s governor’s office“,“Fu Jen Historical Journal”, no.19; Taipei, Department and Graduate Institute of History of Fu Jen University, pp. 163-220.
53. ↑  張省卿，〈台灣總督府廳舍（1912-1919）﹕中央級與地方級官署建築之探 討〉，《輔仁歷史學報》，第17期，臺北：輔仁大學歷史學系，2006年11月，頁285-353。Nov. 2006, Chang, Sheng-Ching.“Administrative buildings of the Taiwan governor's office, 1912-1919: a study of central and local administrative architecture”, “Fu Jen Historical Journal”, no. 17, Taipei, Department of History of Fu Jen University, pp. 285-353.
54. ↑   (PDF). 臺北: 臺北市政府主計處. 2023-10-25  [2024-02-07]. （原始内容存档 (PDF)于2024-02-07）.（中文）
55. ↑  游智文. . 臺北: 經濟日報. 2023-07-07  [2024-02-07]. （原始内容存档于2024-02-07）.（中文）
56. ↑  . 中央研究院人文社會科學研究中心 地理資訊科學研究專題中心.   [2019-05-25]. （原始内容存档于2019-06-03） （中文（臺灣））.
57. 1 2  中央研究院、林季平. . 研之有物│串聯您與中央研究院的橋梁 (tertiary source). 2018-03-21  [2018-05-09]. （原始内容存档于2018-03-31） （中文）.
58. ↑  張理國. . 中時電子報. 2018-08-30  [2018-09-09]. （原始内容存档于2018-08-31） （中文）.
59. ↑  . 水利署電子報. 中華民國經濟部水利署. 2016-05-06  [2019-05-25]. （原始内容存档于2018-09-09） （中文（臺灣））.
60. ↑  《計劃城事：戰後臺北都市發展歷程》 林秀澧, 高名孝著 2015.
61. ↑  張華承. . 放眼看台灣. 行政院新聞局影音資料庫. （原始内容存档于2015-04-02）.
62. ↑  李瑞麟. . 《臺灣銀行季刊》. 1973.24(3):1-29, 表2, 頁7.
63. ↑  章英華. . 《臺灣的都市社會》. 臺北: 巨流出版社. 1997.
64. ↑  陳天祥. . 臺北: 敷明產業地理研究所. 1959.
65. ↑  . ca.gov.taipei.   [2025-07-21]. （原始内容存档于2025-04-24）.
66. 1 2 3 4  內政部統計處.  (PDF). 中華民國內政部. 2021年9月  [2022-01-12]. （原始内容 (PDF)存档于2022-02-15） （中文（臺灣））.
67. 1 2 3  張茂楠.  (PDF). 國立臺灣大學政治學系政府與公共事務碩士在職專班. 2018-01-14  [2022-12-11]. （原始内容存档 (PDF)于2023-04-02） （中文（臺灣））.
68. ↑  . 臺北市政府主計處.   [2022-10-19]. （原始内容存档于2022-11-07） （中文（臺灣））.
69. ↑  林麗玉、徐如宜. . 聯合新聞網. 2022-02-17  [2022-10-19]. （原始内容存档于2022-11-02） （中文（臺灣））.
70. ↑  全國意向顧問股份有限公司. . 行政院客家委員會. 2004年12月  [2010-01-17]. （原始内容存档于2009-03-18）.
71. ↑  行政院戶口普查處編. 中華民國79年臺閩地區戶口及住宅普查報告. 臺北市: 行政院戶口普查處. 1992.
72. ↑  Taiwan Sotoku Kanbo Chosaka.  [Investigation of the regions of origin of Han people in Taiwan]. Taihoku-shi (Taipei): Taiwan Sotoku Kanbo Chosaka. 1928.
73. ↑  Edwin Hsiao. . Taipei: Ministry of Foreign Affairs, ROC (Taiwan). 2008-05-01  [2023-10-11].（英文）
74. ↑  . Intelligentcommunity.org. 2008-06-20  [2013-10-03]. （原始内容存档于2013-10-04）.
75. 1 2   (PDF). 2017-09-19. （原始内容 (PDF)存档于2017-09-19）.（中文）
76. ↑  . Fortune.   [2018-07-18]. （原始内容存档于2018-07-18）.（英文）
77. ↑  According to  的存檔，存档日期2017-11-09. (IMF-WEO April 2017), PPP rate is NTD 15.11 per Int'l.dollar; according to the  的存檔，存档日期2017-11-23., the average exchange rate is NTD 32.258135 per US dollar (the average exchange rate of the year was 32.258135 NTD to 1 USD); GDP per capita figures in USD are retrieved from  的存檔，存档日期2018-02-21. and are published by National Statistics of Republic of China (Taiwan) 的存檔，存档日期2017-10-30..
78. ↑  . 臺北: 中央通訊社. 2015-12-16  [2015-12-19]. （原始内容存档于2015-12-19）.（中文）
79. 1 2   (PDF). 臺北: 臺北市政府主計處. 2022-01-05  [2023-11-02]. （原始内容存档 (PDF)于2022-01-05）.（中文）
80. ↑  . 福布斯傳媒香港有限公司. 香港. 2023-06-08  [2023-11-02]. （原始内容存档于2023-11-02）.（中文）
81. ↑  . 由張佑之翻译. 臺北: 中央通訊社. 2022-08-03  [2023-11-02]. （原始内容存档于2022-08-08）.（中文）
82. ↑  曾仁凱. . 臺北: 中央通訊社. 2025-01-09  [2025-06-19].（中文）
83. ↑  . London: The World Federation of Exchanges. 2025-01  [2025-06-19].（英文）
84. ↑  鍾榮峰. . 臺北: 中央通訊社. 2024-12-31  [2025-06-19].（中文）
85. ↑  . 行政院主計處.   [2023-10-12]. （原始内容存档于2023-10-13）.（中文）
86. 1 2   (PDF). 臺北市勞動力重建運用處. 2024-02-22.（中文）
87. ↑   (PDF). 勞動統計處. 2023-05-02  [2023-10-12]. （原始内容存档 (PDF)于2024-02-24）.（中文）
88. ↑  邱立玲. . 臺北: 信傳媒. 2019-03-12  [2023-11-03]. （原始内容存档于2023-11-03）.（中文）
89. ↑  楊正海. . 臺北: 經濟日報. 2023-09-13  [2023-11-05]. （原始内容存档于2023-11-05）.（中文）
90. ↑  李明朝. . 臺北: 中國廣播公司. 2023-08-23  [2023-11-05]. （原始内容存档于2023-11-05）.（中文）
91. ↑  李靚慧. . 臺北: 自由時報. 2018-05-30  [2023-11-03]. （原始内容存档于2023-11-03）.（中文）
92. ↑  Ng, Kelly. . The Business Times. 2022-06-15  [2023-11-03]. （原始内容存档于2023-11-03）.（英文）
93. ↑  . 由楊昭彥翻译. 臺北: 中央通訊社. 2021-06-22  [2023-11-04]. （原始内容存档于2023-11-04）.（中文）
94. ↑  葉思含. . 臺北: 自由時報. 2018-08-28  [2018-10-22]. （原始内容存档于2018-10-22）.（中文）
95. ↑  賴言曦. . 臺北: 中央通訊社. 2023-04-20  [2023-11-04]. （原始内容存档于2023-11-04）.（中文）
96. ↑  賴于榛. . 臺北: 中央通訊社. 2023-10-13  [2023-11-03]. （原始内容存档于2023-11-03）.（中文）
97. ↑  林韋伶; 黃健誠. . 臺北: 今周刊. 2021-09-10  [2023-11-03]. （原始内容存档于2023-11-03）.（中文）
98. ↑  . Guinness World Records Limited.   [2023-10-09]. （原始内容存档于2020-11-11）.（英文）
99. ↑  . BBC NEWS. 2003-02-26  [2023-10-09]. （原始内容存档于2012-11-12）.（英文）
100. ↑  郭美芳; 彭耀祖. . 公視新聞. 2011-08-02  [2023-10-09]. （原始内容存档于2023-10-11）.（中文）
101. ↑  杜憲昌. . 人間福報. 2019-01-16  [2019-01-29]. （原始内容存档于2024-02-04）.（中文）
102. 1 2  孫彬訓. . 臺北: 工商時報. 2016-10-03  [2018-10-24]. （原始内容存档于2018-10-24）.（中文）
103. ↑  蔡和穎. . 中央通訊社. 2014-11-19  [2024-02-04]. （原始内容存档于2024-02-04）.（中文）
104. ↑  . ETtoday新聞雲. 2011-11-29  [2011-11-29]. （原始内容存档于2024-02-04）.（中文）
105. ↑  . 中央通訊社. 2015-03-20  [2015-05-12]. （原始内容存档于2024-02-04）.（中文）
106. ↑  李鴻典. . 三立新聞網. 2018-07-05. （原始内容存档于2019-12-20）.（中文）
107. ↑  Matthew Strong. . Taipei: Taiwan News. 2017-11-08  [2023-11-02]. （原始内容存档于2023-11-02）.（英文）
108. ↑  . Cable News Network.   [2019-12-03]. （原始内容存档于2023-11-02）.（英文）
109. ↑  Melonmelonmelon. . 簡書. 2017-12-18  [2021-03-30]. （原始内容存档于2021-05-09）.
110. ↑  趙靜瑜. . 中央通訊社. 2022-08-16  [2023-10-03]. （原始内容存档于2023-10-04）.
111. ↑  . 由曾依璇翻译. 中央通訊社. 2021-01-02  [2023-10-03]. （原始内容存档于2023-10-04）.
112. ↑  吳家豪. . 中央通訊社. 2023-01-07  [2023-10-03]. （原始内容存档于2023-10-04）.
113. ↑  劉榮. . 自由時報. 2008-11-24. （原始内容存档于2009-03-18）.
114. ↑  洪敏隆; 劉榮. . 自由時報. 2008-09-01. （原始内容存档于2009-03-18）.
115. ↑  吳仁捷. . 自由時報. 2008-09-01. （原始内容存档于2009-03-18）.
116. ↑  吳仁捷. . 自由時報. 2008-09-01. （原始内容存档于2009-03-18）.
117. ↑  誠品網路編輯群. . 誠品站. 2010-09-15. （原始内容存档于2014-09-10）.
118. ↑  . 台視新聞. 2008-09-08. （原始内容存档于2008-09-20）.
119. ↑  Javier Pes, Emily Sharpe.  24 (267). London: The Art Newspaper. 2015-04-02: 2–3, 8, 11–14. ISSN 0960-6556.（英文）
120. ↑   25 (278). London: The Art Newspaper. 2016-03-29: 2–3, 12–13. ISSN 0960-6556.（英文）
121. ↑   23 (256). London: The Art Newspaper. 2014-03-25: 2–3, 12. ISSN 0960-6556.（英文）
122. ↑  李乃清.  (17). 廣州: 南方人物周刊雜誌編輯部: 26–29. 2008-06-11. ISSN 1672-8335.（中文）
123. ↑  . 中央通訊社. 2022-07-11  [2023-10-07]. （原始内容存档于2023-10-08）.（中文）
124. ↑  . 中央通訊社. 2022-01-12  [2023-10-07]. （原始内容存档于2023-10-08）.（中文）
125. ↑  國立臺灣博物館. .   [2023-10-07]. （原始内容存档于2020-11-26）.（中文）
126. ↑  鍾文萍.  (577). 臺北: 臺北市政府觀光傳播局. 2016-02. ISSN 0039-9051.（中文）
127. ↑  李乾朗. . 臺北: 遠流出版事業股份有限公司. 2019-07: 108–114. ISBN 978-957-32-8585-4.（中文）
128. ↑  李奕興. . 臺北縣: 遠足文化事業股份有限公司. 2006-09: 56, 66, 76–77. ISBN 978-986-7630-83-4.（中文）
129. ↑  .   [2012-02-24]. （原始内容存档于2017-12-16）.
130. ↑  . 《臺風雜記》祈禱者. 3933-04-18  [2025-05-11].
131. ↑  謝宗榮. . 《觀‧臺灣》 (國立台灣歷史博物館). 2010年7月, (第6期)  [2012-02-24]. （原始内容存档于2012-07-19）.
132. ↑  . 臺北市政府民政局.   [2015-03-16]. （原始内容存档于2015-04-02）.
133. ↑  翁聿煌. . 自由時報. 2013-06-13  [2023-10-13]. （原始内容存档于2023-10-29）.（中文）
134. ↑  余曉涵. . 中央通訊社. 2021-05-05  [2023-10-04]. （原始内容存档于2023-10-05）.（中文）
135. ↑  吳燕玲. . BBC中文網. 2016-10-03  [2023-10-04]. （原始内容存档于2023-10-05）.（中文）
136. ↑  Travis Levius. . Cable News Network. 2017-04-10  [2023-10-29]. （原始内容存档于2023-10-29）.（英文）
137. ↑  .   [2018-04-09]. （原始内容存档于2022-06-08）.（中文）
138. ↑  吳欣紜、張茗喧. . 中央通訊社. 2018-03-14  [2019-09-08]. （原始内容存档于2018-09-23）.（中文）
139. ↑  . 中央通訊社. 2024-08-27  [2024-08-28]. （原始内容存档于2024-08-31）.（中文）
140. ↑  余曉涵. . 中央通訊社. 2024-08-20  [2024-09-03]. （原始内容存档于2024-09-03）.（中文）
141. ↑  中華民國文化部. . 國家文化記憶庫.   [2023-06-03]. （原始内容存档于2023-06-03）.（中文）
142. ↑  . 南投: 臺灣省文獻委員會. 1997.（中文）
143. ↑  . 臺北: 臺北市役所. 1933.
144. ↑  何義麟. . 臺北: 國立臺灣師範大學歷史系. 1999: 293–311.（中文）
145. ↑  中華民國文化部. . 國家文化記憶庫.   [2023-06-03].（中文）
146. ↑  莊嘉農. . 臺北: 時報文化出版企業有限公司. 1993. ISBN 978-957-13-0601-8.（中文）
147. ↑  . 聯合報. 1958-12-03.（中文）
148. ↑  陳長華. . 聯合報. 1991-12-10.（中文）
149. ↑  龔招健. . 中國時報. 2003-02-23.（中文）
150. ↑  葉冠吟. . 中央通訊社. 2023-06-10  [2023-10-13]. （原始内容存档于2023-10-29）.（中文）
151. ↑  . 由曹宇帆翻译. 中央通訊社. 2021-04-20  [2023-10-13]. （原始内容存档于2023-10-29）.（中文）
152. ↑  陳韻聿. . 中央通訊社. 2020-12-25  [2023-10-13]. （原始内容存档于2023-10-29）.（中文）
153. ↑  Tina Hsiao. 10 things Taiwan does better than anywhere else 的存檔，存档日期2015-03-10.. CNN. 2015-02-11
154. ↑  Donald Strachan. Free Wi-Fi networks: the world's most connected cities 的存檔，存档日期2015-03-18.. The Daily Telegraph. 2014-04-29
155. ↑  .   [2012-03-19]. （原始内容存档于2009-10-23）.
156. ↑  .   [2012-03-19]. （原始内容存档于2013-06-07）.
157. ↑  . 國立教育資料館. （原始内容存档于2009-11-11）.
158. ↑  陳金萬、陳永朋、蘇士雅、楊文琳、潘云薇. . 書香遠傳. 2016-09-05 （中文）.
159. ↑  黃麗芸. . 臺北. 中央通訊社. 2015-09-09  [2024-01-23]. （原始内容存档于2024-01-23）.（中文）
160. ↑  張新偉. . 臺北. 中央通訊社. 2018-01-28  [2024-01-23]. （原始内容存档于2024-01-23）.（中文）
161. ↑  顏如玉. . 臺北. ETtoday新聞雲. 2018-01-27  [2024-01-23]. （原始内容存档于2024-01-23）.（中文）
162. ↑  . （原始内容存档于2019-10-18）.
163. ↑  臺北市體育處 的存檔，存档日期2009-09-03.
164. ↑  臺北市運動地圖資訊網 的存檔，存档日期2010-03-01.
165. ↑  陳曉宜. . 自由時報. 2005-10-17  [2011-02-28]. （原始内容存档于2009-03-18） （中文（繁體））.
166. ↑  林恕暉. . 自由時報. 2009-03-10  [2011-02-28]. （原始内容存档于2009-03-18） （中文（繁體））.
167. ↑  洪敏隆. . 自由時報. 2009-03-10  [2011-02-28]. （原始内容存档于2009-03-18） （中文（繁體））.
168. ↑  洪敏隆. . 自由時報. 2005-12-28  [2011-02-28]. （原始内容存档于2009-03-18） （中文（繁體））.
169. ↑  丘采薇. . 聯合報 (2020-12-10) (聯合線上公司).   [2020-12-30]. （原始内容存档于2021-01-24）.
170. ↑  臺北市政府主計處 市政統計週報 (第890號) 的存檔，存档日期2017-05-16.
171. ↑   （页面存档备份，存于）16 家企業響應禁用一次性與美耐皿餐具 作者 中央社 | 發布日期2018-04-16 | 分類 環境科學 , 生態保育
172. ↑   （页面存档备份，存于）壹週刊
北市推廣禁用一次性餐具　15家企業響應 1085出版時間：2017-05-23
173. ↑   （页面存档备份，存于）壹週刊 禁用免洗餐具 北市2夜市、9校加入 809出版時間：2018-01-18
174. ↑  黃麗芸. . 中央通訊社. 2022-08-16  [2023-10-03]. （原始内容存档于2023-10-04）.
175. 1 2   [Summary and Analysis of 2022 Survey on State of People's Daily Transport Usage] (报告). Ministry of Transportation and Communications of the Republic of China. 2023-05-01  [2024-09-10]. （原始内容存档于2023-12-09） （中文（繁體））.
176. 1 2  . Taipei City Government. 2004-08-17  [2009-08-11]. （原始内容存档于2013-11-04）.
177. ↑  . Taipei Rapid Transit Corporation.   [2009-07-14]. （原始内容存档于2008-08-22）.
178. ↑  . Railway-News. 2020-02-03  [2020-03-03]. （原始内容存档于2020-03-01）.
179. ↑  . focustaiwan.tw.   [2020-03-03]. （原始内容存档于2020-03-03） （中文（臺灣））.
180. ↑  . Taipei Times. 2010-05-24  [2010-07-11]. （原始内容存档于2011-12-01）.
181. ↑  臺北市法規提案流程查詢系統 - 法規提案詳細內容 - 修正臺北市市徽市旗設置辦法 - 市政會議審議通過 的存檔，存档日期2014-01-16.
182. ↑  臺北市市徽市旗設置自治條例 的存檔，存档日期2016-06-30.
183. ↑  北市府網站管理員. . 2009-04-14. （原始内容存档于2015-06-16）.
184. ↑  李宜萍總編輯. . 臺北: 安益國際集團活動平台雜誌. 2021-04: 116.（中文）（英文）
185. ↑  . The City of New York.   [2012-12-06]. （原始内容存档于2013-08-14）.
186. ↑  . 横浜市国際局国際政策部国際連携課.   [2018-08-12]. （原始内容存档于2018-08-12） （中文（臺灣））.

### 資料来源
书籍
- 張省卿：《德式都市規劃經日本殖民政府對台北城官廳及中區之影響》，台北：輔仁大學出版社，2008
- 張省卿：〈台灣總督府廳舍（1912-1919）﹕中央級與地方級官署建築之探 討〉，《輔仁歷史學報》，第17期，台北：輔仁大學歷史學系，2006年11月，頁285-353。Nov. 2006, Chang, Sheng-Ching. 「Administrative buildings of the Taiwan governor's office, 1912-1919: a study of central and local administrative architecture」, 「Fu Jen Historical Journal」, no. 17, Taipei, Department of History of Fu Jen University, pp. 285-353.
- 張省卿：〈以日治官廳台灣總督府（1912-1919）中軸布置論東西建築交流〉，《輔仁歷史學 報》，第19期，台北：輔仁大學歷史學系，2007年7月，頁163-220。July 2007, Chang, Sheng-Ching. „Exchange between Eastern and Western architecture from the perspective of the central axis alignment with the example of the administrative buildings of Taiwan’s governor’s office「, 「Fu Jen Historical Journal」, no.19; Taipei, Department and Graduate Institute of History of Fu Jen University, pp. 163-220.
- 劉寧顏：《重修臺灣省通志》，臺灣省文獻委員會，1994
- 黃昭堂：《臺灣總督府》，鴻儒堂出版，2003
- 莊永明：《臺北老街》，時報出版，1991
- 緒方武歲：《臺灣大年表》，臺灣文化出版社，1943
- 李乾朗：《臺北市古蹟簡介》，臺北市民政局，1998
- 又吉盛清，《臺灣今昔之旅：臺北篇》，前衛出版社，1997
- 陳漢光、賴永祥：《北臺古輿圖集》，臺北市文獻委員會，1957
- 施雅軒：《臺灣的行政區變遷》，遠足文化，2003
- 《臺北市寺廟概覽》，臺北市民政局，1994

文章
- 陳柏瑋：《臺北市、高雄市選民的政黨偏好差異：以2002年北、高兩市市長選舉為例》

網站
- 臺北市宗教查詢系統
- 中選會選舉資料庫網站 （页面存档备份，存于） 中華民國中央選舉委員會
- 客家人口調查 （页面存档备份，存于） 行政院客家委員會

## 外部連結
- 臺北市政府 （页面存档备份，存于）
- 臺北市議會 （页面存档备份，存于）
- 臺北旅遊網
- 臺北市政府 （页面存档备份，存于）（繁體中文）（英文）
- 臺北市便民服務雲（繁體中文）
- 臺北市政大樓公共事務管理中心 （页面存档备份，存于）（繁體中文）（英文）
- 臺北市民e點通 （页面存档备份，存于）（繁體中文）（英文）
- 愛台北市政雲服務 （页面存档备份，存于）（繁體中文）
- 臺北市政府i-Voting網路投票 （页面存档备份，存于） （繁體中文）
- Taipei Free 臺北公眾區免費無線上網 （页面存档备份，存于）（繁體中文）（英文）（日語）
- 智慧臺北 幸福生活的Facebook專頁
- YouTube上的臺北市政府頻道
- OpenStreetMap上有關臺北市的地理

| 前任： 南京市                | 中華民國中央政府所在地 1949年12月10日 - | 現任                          |
| 前任： 臺南市 （清代臺灣府） | 臺灣首府 1885年 -                       | 現任                          |
| 新頭銜 原隸屬於福建省        | 大清帝國臺灣省省會 1885年 - 1895年      | 末任 原因：清朝割讓臺灣予日本 |
| 新頭銜 日本取得臺灣主權      | 大日本帝國臺灣首府 1895年 - 1945年      | 末任 原因：中華民國接管臺灣   |
| 新頭銜 中華民國接管臺灣      | 中華民國臺灣省省會 1945年 - 1956年      | 繼任： 中興新村               |